# Quốc hội Hoa Kỳ khóa 117
Quốc hội Hoa Kỳ khóa 117 (tiếng Anh: 117th United States Congress) là hội nghị hiện tại của nhánh lập pháp của chính phủ liên bang Hoa Kỳ, bao gồm Thượng viện Hoa Kỳ và Hạ viện Hoa Kỳ. Nó được triệu tập tại Washington, DC, vào ngày 3 tháng 1 năm 2021, trong những tuần cuối cùng nhiệm kỳ tổng thống của Donald Trump, và sẽ kết thúc vào ngày 3 tháng 1 năm 2023. Nó sẽ gặp nhau trong hai năm đầu tiên nhiệm kỳ tổng thống của Joe Biden.
Cuộc bầu cử năm 2020 quyết định quyền kiểm soát của cả hai viện. Tại Hạ viện, Đảng Dân chủ vẫn giữ thế đa số (mặc dù đã giảm so với Quốc hội 116).
Tại Thượng viện, Đảng Cộng hòa đã nắm giữ thế đa số trong thời gian ngắn vào đầu nhiệm kỳ. Vào ngày 20 tháng 1 năm 2021, ba thượng nghị sĩ đảng Dân chủ mới (Jon Ossoff và Raphael Warnock từ Georgia và Alex Padilla từ California) tuyên thệ nhậm chức, kết quả là đảng Cộng hòa nắm giữ 50 ghế, đảng Dân chủ nắm giữ 48 ghế và hai thượng nghị sĩ độc lập họp kín cùng đảng Dân chủ, điều này đã tạo ra sự chia rẽ 50–50, điều đã không xảy ra kể từ Quốc hội khóa 107 vào năm 2001.
Với việc Phó Tổng thống Kamala Harris giữ vai trò là người phá vỡ thế cân bằng hợp hiến trong vai trò Chủ tịch Thượng viện, đảng Dân chủ đã giành được quyền kiểm soát Thượng viện và qua đó lần đầu tiên có toàn quyền kiểm soát Quốc hội kể từ khi Quốc hội 111 kết thúc vào năm 2011. Với Joe Biden tuyên thệ nhậm chức Tổng thống vào ngày 20 tháng 1 2021, đảng Dân chủ có một tổng thể chính phủ liên bang, nắm giữ cả chức Tổng thống cùng Quốc hội, lần đầu tiên kể từ khi Quốc hội khóa 111.
Mặc dù Đảng Dân chủ chỉ nắm giữ đa số hẹp ở cả hai viện trong bối cảnh phân cực chính trị gay gắt, Quốc hội khóa 117 được các nhà khoa học chính trị coi là một trong những khóa Quốc hội hiệu quả nhất trong lịch sử Hoa Kỳ.  Một số nhà khoa học chính trị đã mô tả những thành tựu lập pháp của khóa Quốc hội này là quan trọng và to lớn nhất kể từ Quốc hội khóa 89, khi Tổng thống Lyndon B. Johnson và đồng minh thông qua nhiều chính sách Xã hội Vĩ đại của ông. Các chính sách lớn do Quốc hội khóa 117 ban hành bao gồm Đạo luật Giảm lạm phát mang tính bước ngoặt, Đạo luật Kế hoạch Giải cứu Hoa Kỳ, Đạo luật Đầu tư Cơ sở Hạ tầng và Việc làm, Đạo luật Cải cách Dịch vụ Bưu chính,  Đạo luật Lưỡng đảng về Cộng đồng an toàn hơn, Đạo luật CHIPS và Khoa học, Đạo luật PACT, Đạo luật Cải cách Quy trình Đếm phiếu Đại cử tri và Cải thiện Quá trình Chuyển giao Tổng thống và Đạo luật Tôn trọng Hôn nhân.
Ngoài ra, Thượng viện trong Quốc hội khóa 117 đánh dấu bước ngoặt khi lần đầu tiên chuẩn thuận Ketanji Brown Jackson, một phụ nữ da đen, làm Thẩm phán Đồng nhiệm Tòa án Tối cao.

## Sự kiện chính

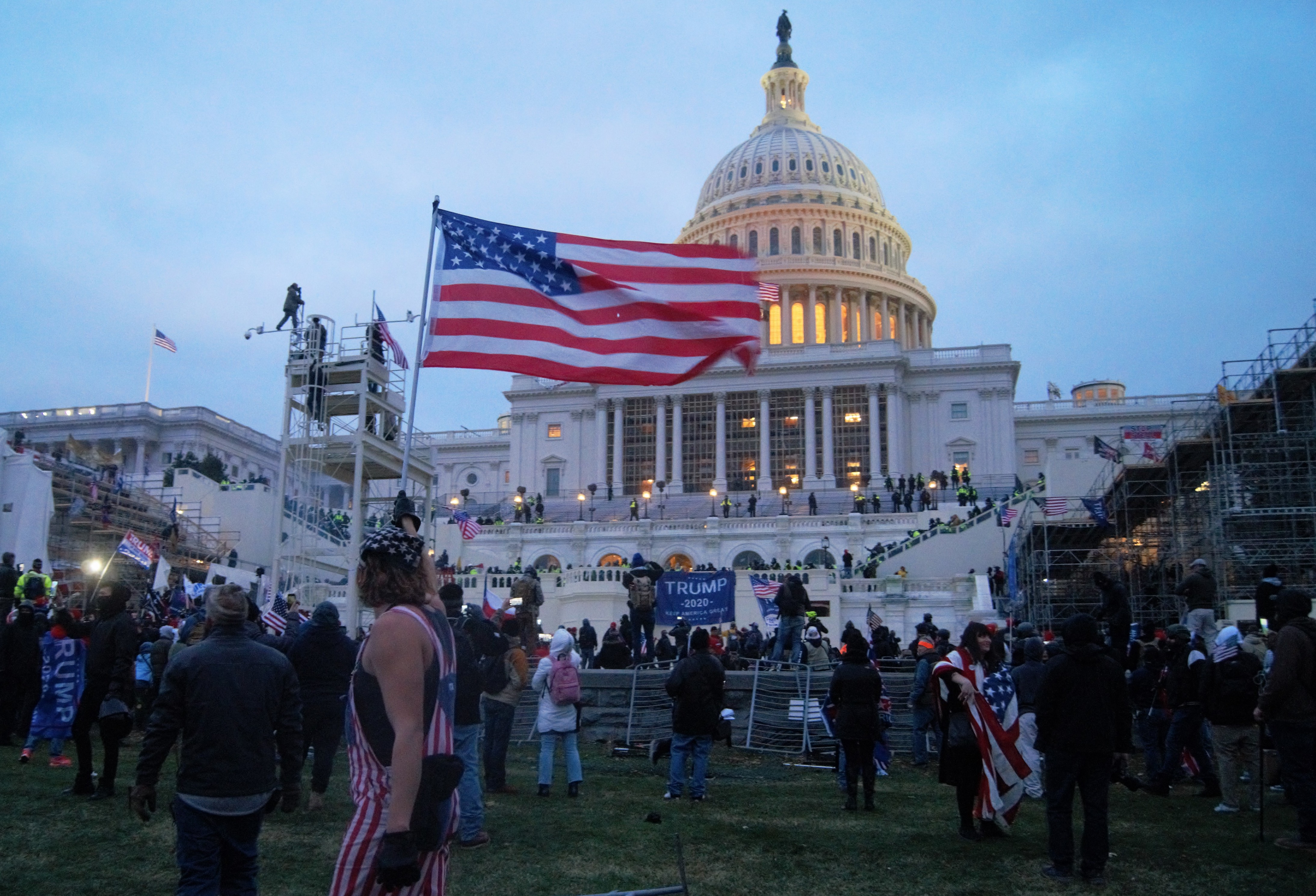
Bạo loạn tại Điện Capitol Hoa Kỳ 2021 (6 tháng 1 năm 2021)

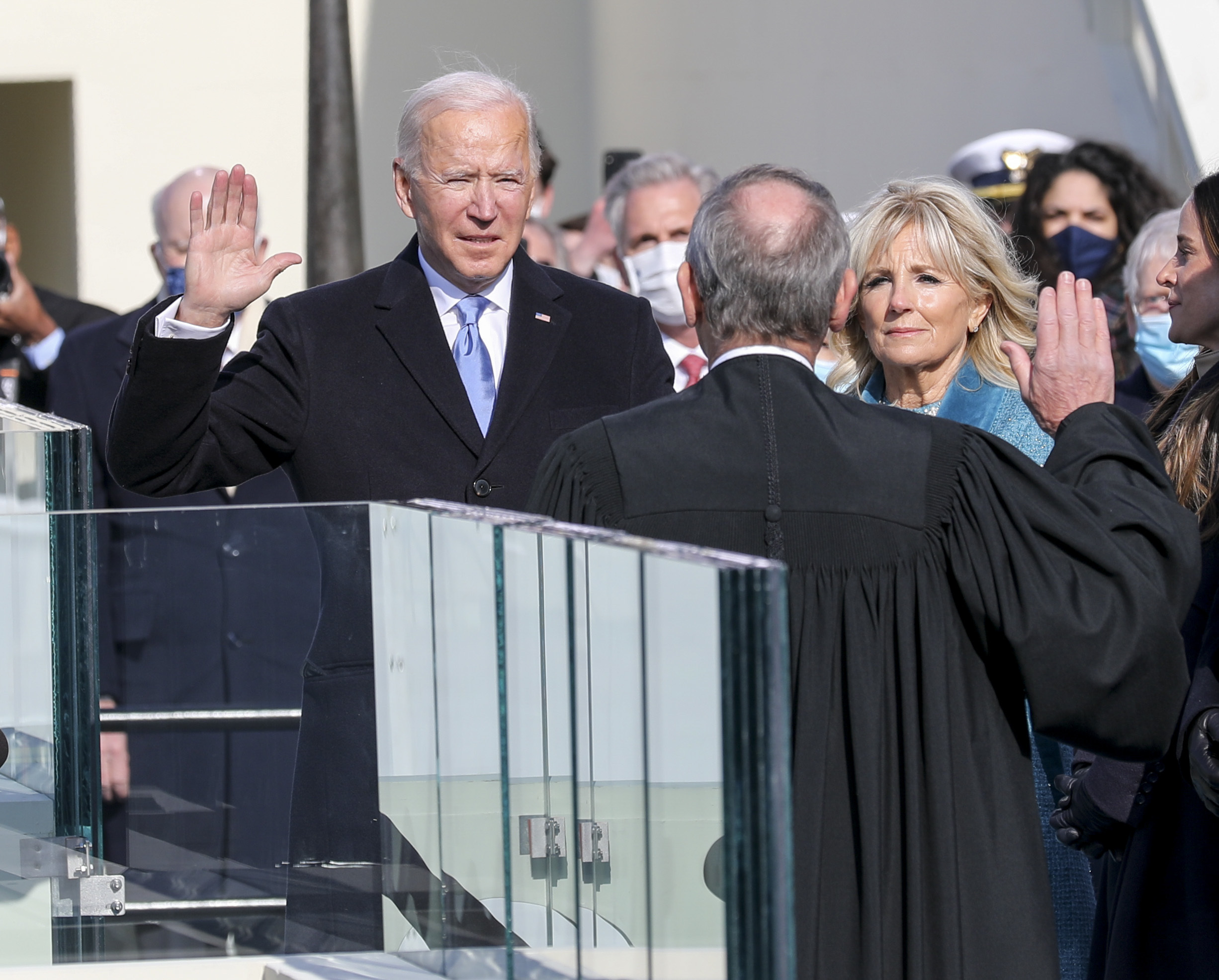
Joe Biden tuyên thệ nhậm chức và trở thành Tổng thống Hoa Kỳ thứ 46

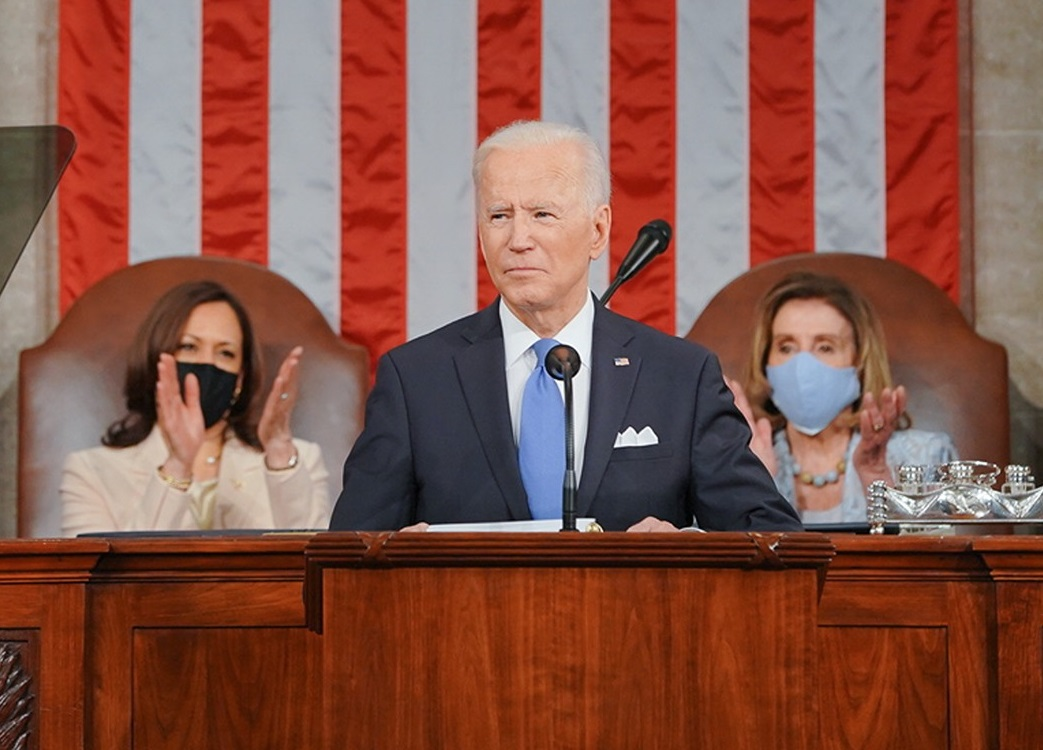
Tổng thống Biden đọc diễn văn trước phiên họp chung Quốc hội, với Phó Tổng thống Kamala Harris và Chủ tịch Hạ viện Nancy Pelosi ngồi phía sau

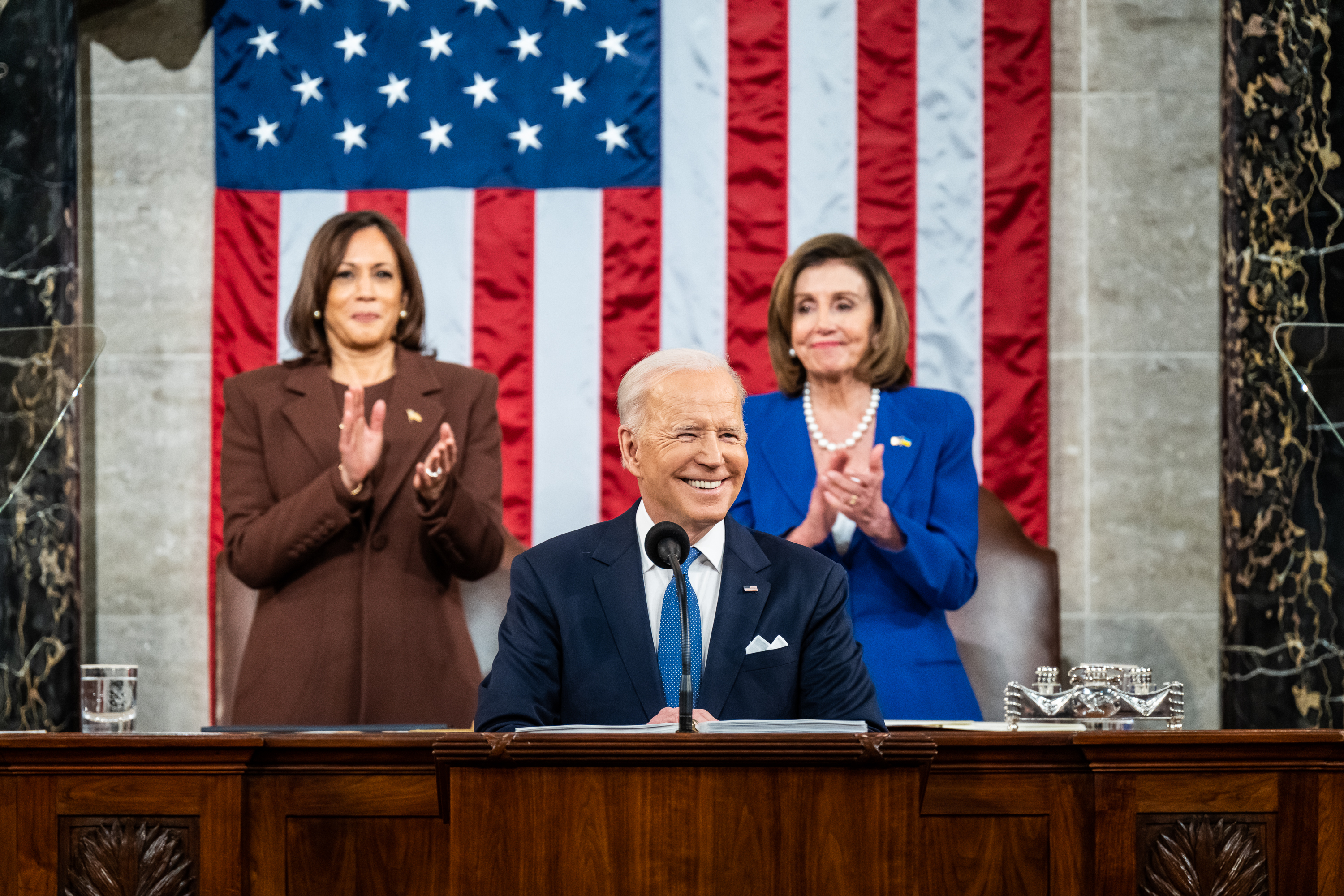
Tổng thống Biden đọc Diễn văn Liên bang 2022

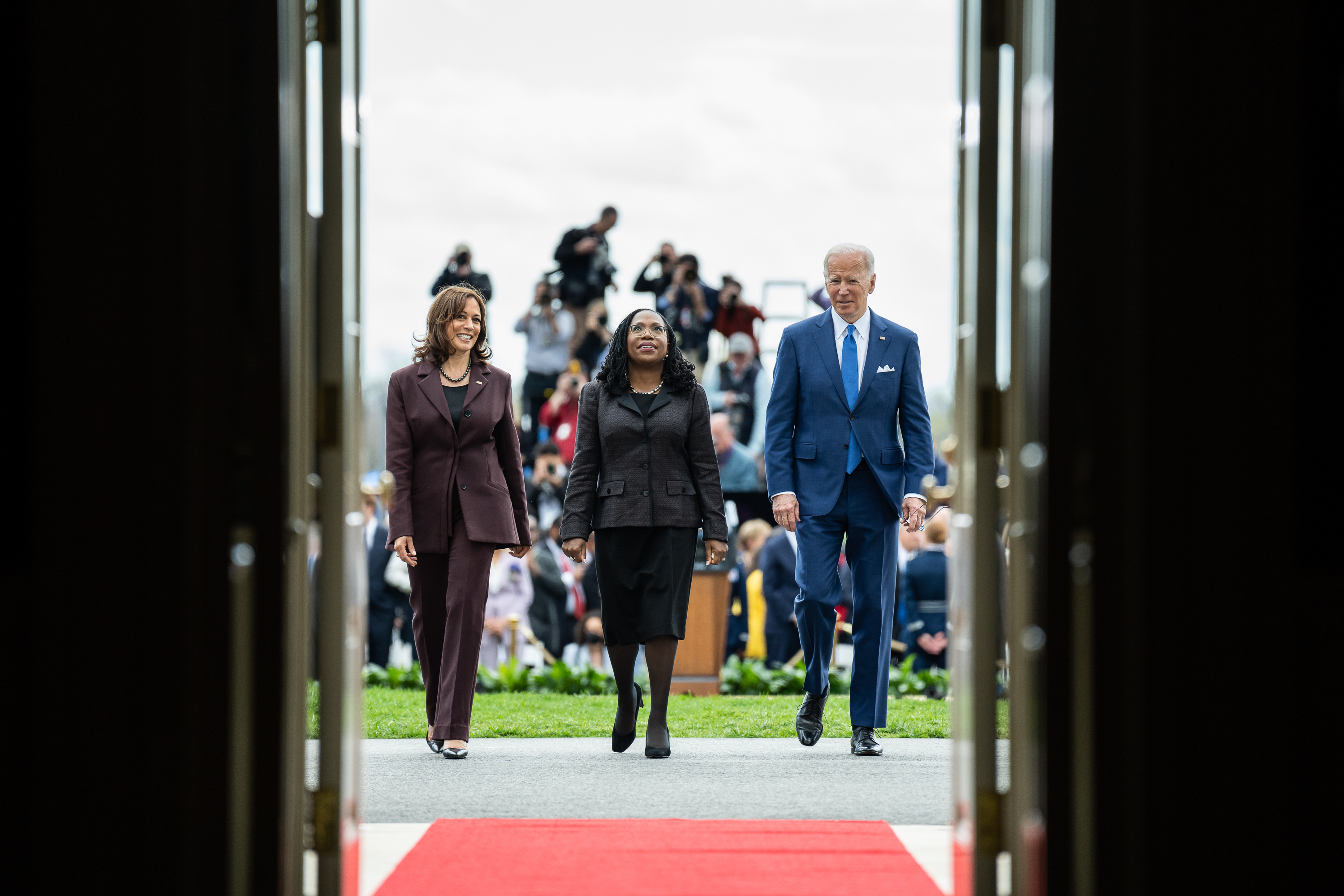
Thẩm phán Ketanji Brown Jackson một thời gian ngắn sau khi bà được được xác nhận bởi Thượng viện Hoa Kỳ, cùng với Tổng thống Biden và Phó Tổng thống Harris.

- Ngày 3 tháng 1 năm 2021: Quốc hội thứ 117 chính thức bắt đầu, với đảng Dân chủ (D) kiểm soát Hạ viện và đảng Cộng hòa (R) nắm quyền tại Thượng viện.
- Ngày 5 tháng 1 năm 2021: Cuộc bầu cử nước rút được tổ chức ở Georgia cho cuộc bầu cử Thượng viện thường kỳ và đặc biệt, với đảng Dân chủ giành chiến thắng cả hai.
- Ngày 6 tháng 1 năm 2021: Một đám đông ủng hộ Trump đã xông vào Điện Capitol, tạm dừng phiên họp chung để kiểm đếm và chứng nhận các lá phiếu của đại cử tri đoàn. Đến khi màn đêm buông xuống, đám đông đã được giải tỏa và việc kiểm phiếu lại tiếp tục, với việc chứng nhận được chính thức vào khoảng 3 giờ sáng ngày 7 tháng Giêng.
- Ngày 13 tháng 1 năm 2021: Cuộc luận tội Donald Trump lần thứ hai: Hạ viện luận tội Tổng thống Trump vì đã kích động bạo loạn ngày 6 tháng 1 ở Điện Capitol.
- Ngày 20 tháng 1 năm 2021: Joe Biden trở thành Tổng thống Hoa Kỳ.
- Ngày 20 tháng 1 năm 2021: Kamala Harris nhậm chức Phó Tổng thống cùng ba thượng nghị sĩ Đảng Dân chủ mới (hai người chiến thắng ở Georgia và người thay thế được chỉ định của Harris) nhậm chức, Đảng Dân chủ nắm quyền kiểm soát Thượng viện với sự chia rẽ 50–50 và Harris là người phá vỡ thế cân bằng trong vai trò Chủ tịch Thượng viện.
- Ngày 25 tháng 1 năm 2021: Đảng Dân chủ Hạ viện chính thức gửi điều khoản luận tội lên Thượng viện.
- Ngày 3 tháng 2 năm 2021: Nghị quyết tổ chức Thượng viện được thông qua, cho phép đảng Dân chủ kiểm soát các ủy ban và các thượng nghị sĩ họp kín cùng họ được bổ nhiệm vào ủy ban.
- Ngày 4 tháng 2 năm 2021: Hạ viện đã bỏ phiếu 230–199 cho H.Res. 72, loại bỏ Dân biểu Marjorie Taylor Greene từ Khu quốc hội 14, Georgia khỏi các ủy ban của Hạ viện về Giáo dục và Lao động và Ngân sách.
- Ngày 9-13 tháng 2 năm 2021: Phiên tòa luận tội Donald Trump lần thứ hai.
- Ngày 22 tháng 4 năm 2021: Hạ viện đã bỏ phiếu 216-208 cho H.51, đồng ý đưa Washington, DC thành tiểu bang thứ 51 của quốc gia.
- Ngày 28 tháng 4 năm 2021: Joe Biden phát biểu tại một phiên họp chung
- Ngày 12 tháng 5 năm 2021: Đảng Cộng hòa Hạ viện bỏ phiếu phế truất Liz Cheney khỏi chức chủ tịch hội nghị vì chỉ trích Donald Trump và phản đối nỗ lực bác bỏ kết quả cuộc bầu cử năm 2020 của ông
- Ngày 14 tháng 5 năm 2021: Elise Stefanik được bầu làm chủ tịch Hội nghị Đảng Cộng hòa Hạ viện.
- Ngày 17 tháng 6 năm 2021: Juneteenth trở thành ngày lễ liên bang đầu tiên mới được tạo ra kể từ năm 1983.
- Ngày 17 tháng 11 năm 2021: Hạ viện đã bỏ phiếu 223–207 cho H. Res. 789, kỷ luật Dân biểu Paul Gosar từ Khu quốc hội 4, Arizona và loại bỏ ông khỏi Ủy ban Giám sát và Ủy ban Tài nguyên thiên nhiên vì đã đăng tải một video anime có nội dung ông giết Dân biểu Alexandria Ocasio-Cortez và  tấn công Tổng thống Biden.
- Ngày 1 tháng 3 năm 2022: Joe Biden đọc Diễn văn Liên bang năm 2022.
- Ngày 21–24 tháng 3 năm 2022: Các phiên điều trần được tổ chức để xem xét đề cử Tòa án Tối cao của Ketanji Brown Jackson.
- Ngày 24 tháng 3 năm 2022: Dân biểu từ Nebraska, Jeff Fortenberry bị bồi thẩm đoàn ở Quận Trung tâm California kết tội với một tội danh làm sai lệch sự thật quan trọng và hai tội nói dối các nhà điều tra liên bang liên quan đến khoản quyên góp bất hợp pháp trong chiến dịch của ông vào năm 2016 bởi người Nigeria gốc Lebanon, Gilbert Chagoury. Ông ta phải đối mặt với 15 năm tù.[3]
- Ngày 29 tháng 3 năm 2022: Thi hài của Don Young, Dân biểu từ Khu vực Quốc hội Toàn bang Alaska từ năm 1973 và là Chủ nhiệm Hạ viện, người mất ngày 18 tháng 3, được đặt danh dự ở Điện Capitol Hoa Kỳ.[4]
- Ngày 6 tháng 4 năm 2022: Hạ viện bỏ phiếu với tỷ số phiếu là 220–203 nhằm thông qua H.Res. 1037, để giam giữ các quan chức cũ dưới chính quyền Tổng thống Donald Trump là Peter Navarro và Dan Scavino Jr. vì tội khinh thường Quốc hội vì họ từ chối tuân thủ các phiên điều tra của Ủy ban Chọn lọc Hạ viện về cuộc Tấn công ngày 6 tháng 1.
- Ngày 7 tháng 4 năm 2022: Thượng viện xác nhận Ketanji Brown Jackson để trở thành Thẩm phán Tòa án Tối cao Hoa Kỳ.
- Ngày 9 tháng 6 năm 2022: Ủy ban Chọn lọc Điều tra cuộc Tấn công ngày 6 tháng 1 Hạ viện Hoa Kỳ tổ chức phiên điều trần công khai đầu tiên về vụ tấn công.
- Ngày 24 tháng 6 năm 2022: Tòa án Tối cao Hoa Kỳ lật ngược phán quyết của mình ở vụ Roe kiện Wade.
- Ngày 27 tháng 7 năm 2022: Thượng viện thông qua Đạo luật CHIPS và Khoa học.
- Ngày 27 tháng 7 năm 2022: Thượng nghị sĩ Joe Manchin và Lãnh đạo Đa số Thượng viện Chuck Schumer đạt được đồng thuận để phục hồi phần lớn chương trình nghị sự về khí hậu, thuế và chăm sóc sức khỏe của Tổng thống Joe Biden trong Đạo luật Giảm lạm phát năm 2022.
- Ngày 28 tháng 7 năm 2022: Hạ viện thông qua Đạo luật CHIPS và Khoa học.
- Ngày 31 tháng 7 năm 2022: Các cuộc tấn công bằng máy bay không người lái của Hoa Kỳ giết chết thủ lĩnh al-Qaeda Ayman al-Zawahiri.
- Ngày 4 tháng 8 năm 2022: Thượng viện đã bỏ phiếu 95-1 ủng hộ việc gia nhập của Thụy Điển và Phần Lan vào NATO.
- Ngày 7 tháng 8 năm 2022: Thượng viện đã bỏ phiếu 51–50 để thông qua Đạo luật Giảm lạm phát, với Phó Tổng thống Kamala Harris bỏ phiếu phá vỡ thế hòa.
- Ngày 12 tháng 8 năm 2022: Hạ viện đã bỏ phiếu 220–207 để thông qua Đạo luật Giảm lạm phát.
- Ngày 16 tháng 8 năm 2022: Tổng thống Joe Biden ký Đạo luật Giảm lạm phát thành luật.
- Ngày 24 tháng 8 năm 2022: Tổng thống Biden hủy bỏ khoản nợ vay của sinh viên lên tới 20.000 đô la.
- Ngày 13 tháng 9 năm 2022: Dân biểu đắc cử Mary Peltola nhậm chức, đánh dấu lần đầu tiên Quốc hội có đầy đủ Dân biểu đến từ các nhóm bản địa (gồm người Alaska bản địa, người Mỹ bản địa và người Hawaii bản địa).[5]
- Ngày 21 tháng 9 năm 2022: Thượng viện đã bỏ phiếu với tỷ số phiếu 69–27 để thông qua Tu chính án Kigali.
- Ngày 6 tháng 10 năm 2022: Tổng thống Biden ân xá cho tất cả các tội tàng trữ cần sa trước đây, đồng thời chỉ thị cho Bộ trưởng Tư pháp Merrick Garland và Bộ trưởng Y tế Xavier Becerra xem xét lại cách thức sử dụng cần sa theo luật liên bang.[6]
- Ngày 9 tháng 12 năm 2022: Thượng nghị sĩ Dân chủ Kyrsten Sinema chính thức rời Đảng Dân chủ và trở thành một chính khách độc lập.[7]
- Ngày 13 tháng 12 năm 2022: Tổng thống Biden ký Đạo luật Tôn trọng Hôn nhân thành luật, đồng thời bãi bỏ Đạo luật Bảo vệ Hôn nhân năm 1996.
- Ngày 29 tháng 12 năm 2022: Tổng thống Biden ký Đạo luật Phân bổ ngân sách Hợp nhất năm 2023 thành luật, bao gồm một số điều luật phụ.

## Hoạt động lập pháp chính

### Ban hành

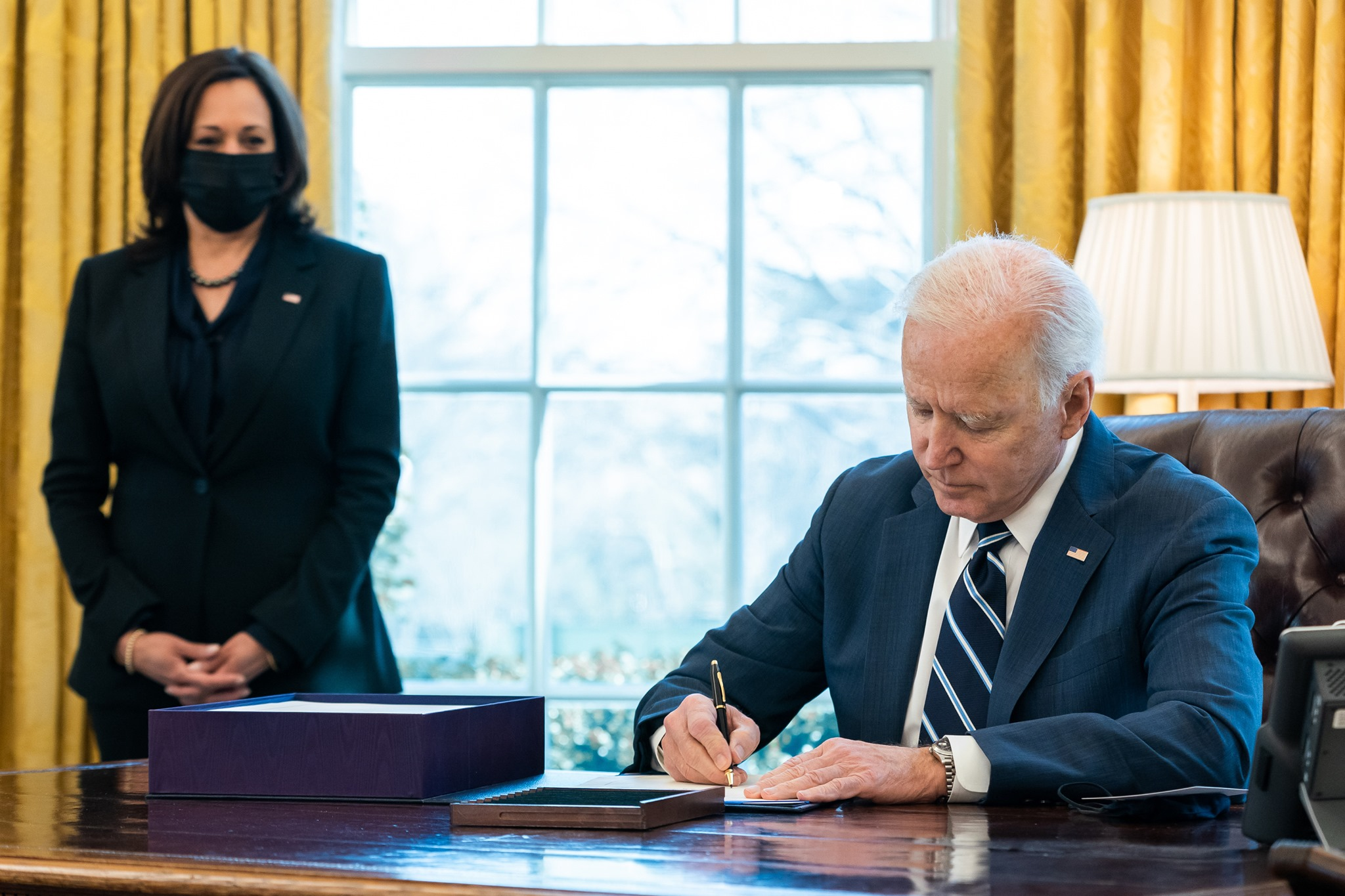
Tổng thống Biden ký Đạo luật Kế hoạch Giải cứu Hoa Kỳ năm 2021 thành luật vào ngày 11 tháng 3 năm 2021

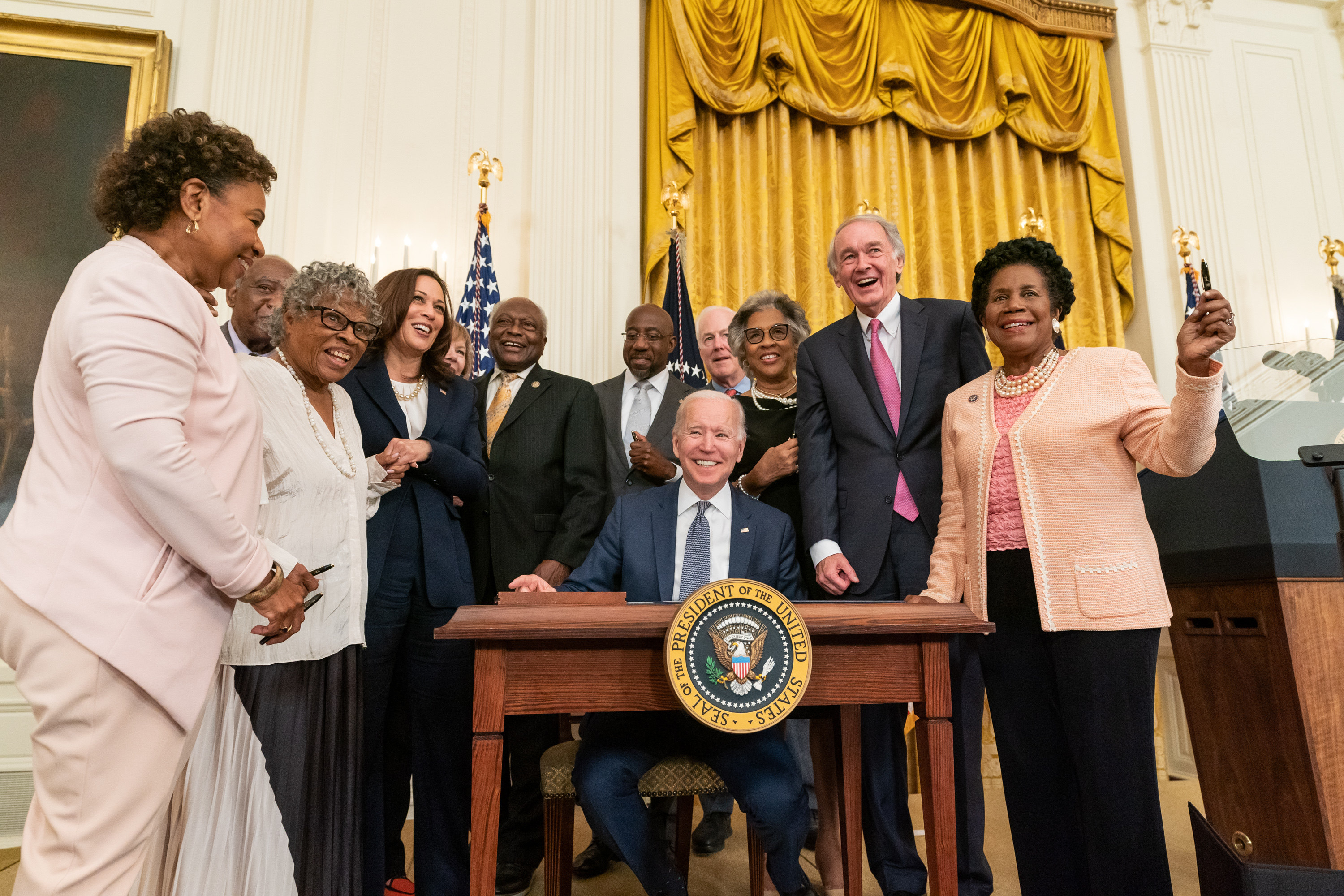
Tổng thống Biden ký Đạo luật Ngày Lễ Quốc gia Juneteenth thành luật vào ngày 17 tháng 6 năm 2021

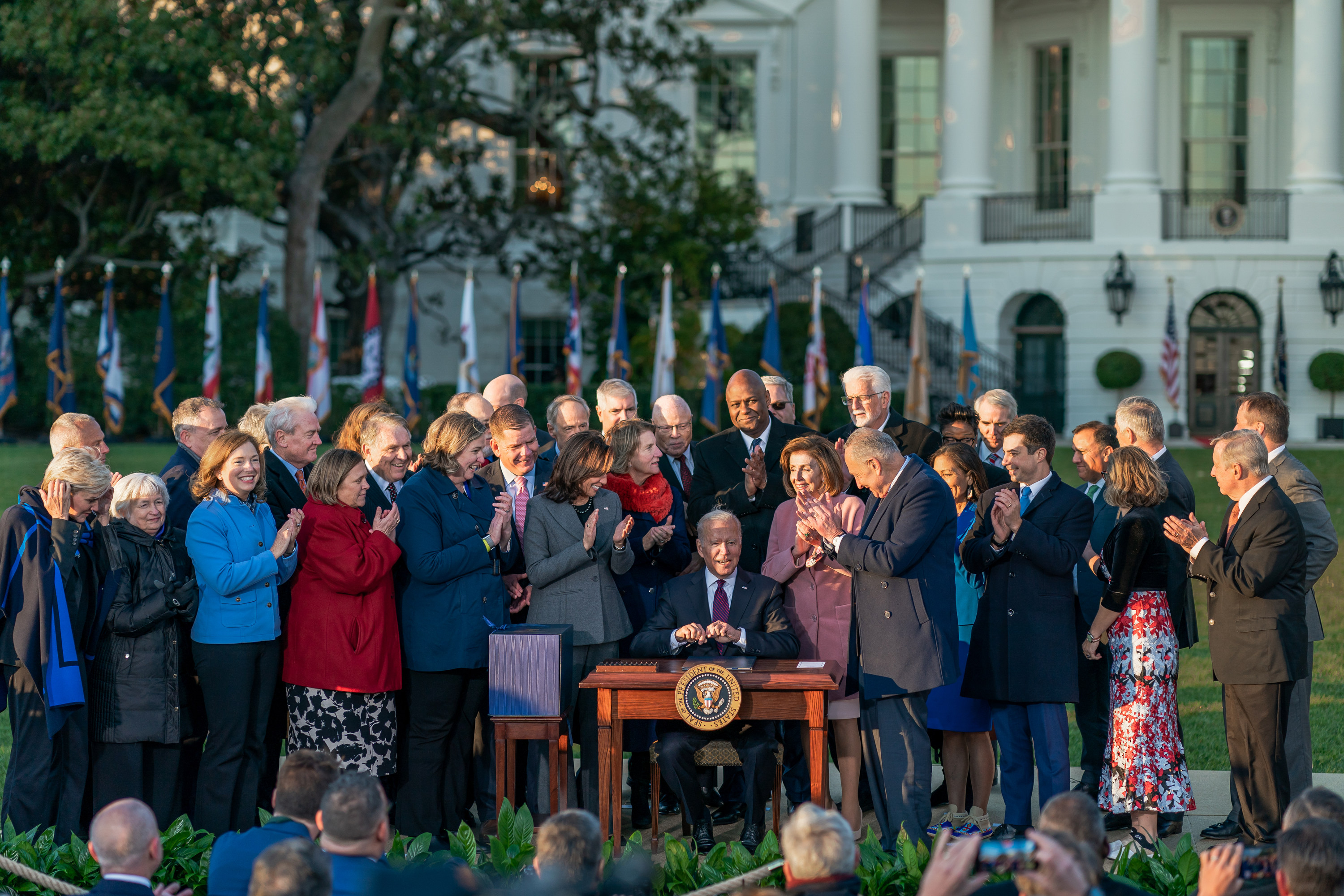
Tổng thống Biden ký Đạo luật Đầu tư Cơ sở Hạ tầng và Việc làm thành luật vào ngày 15 tháng 11 năm 2021

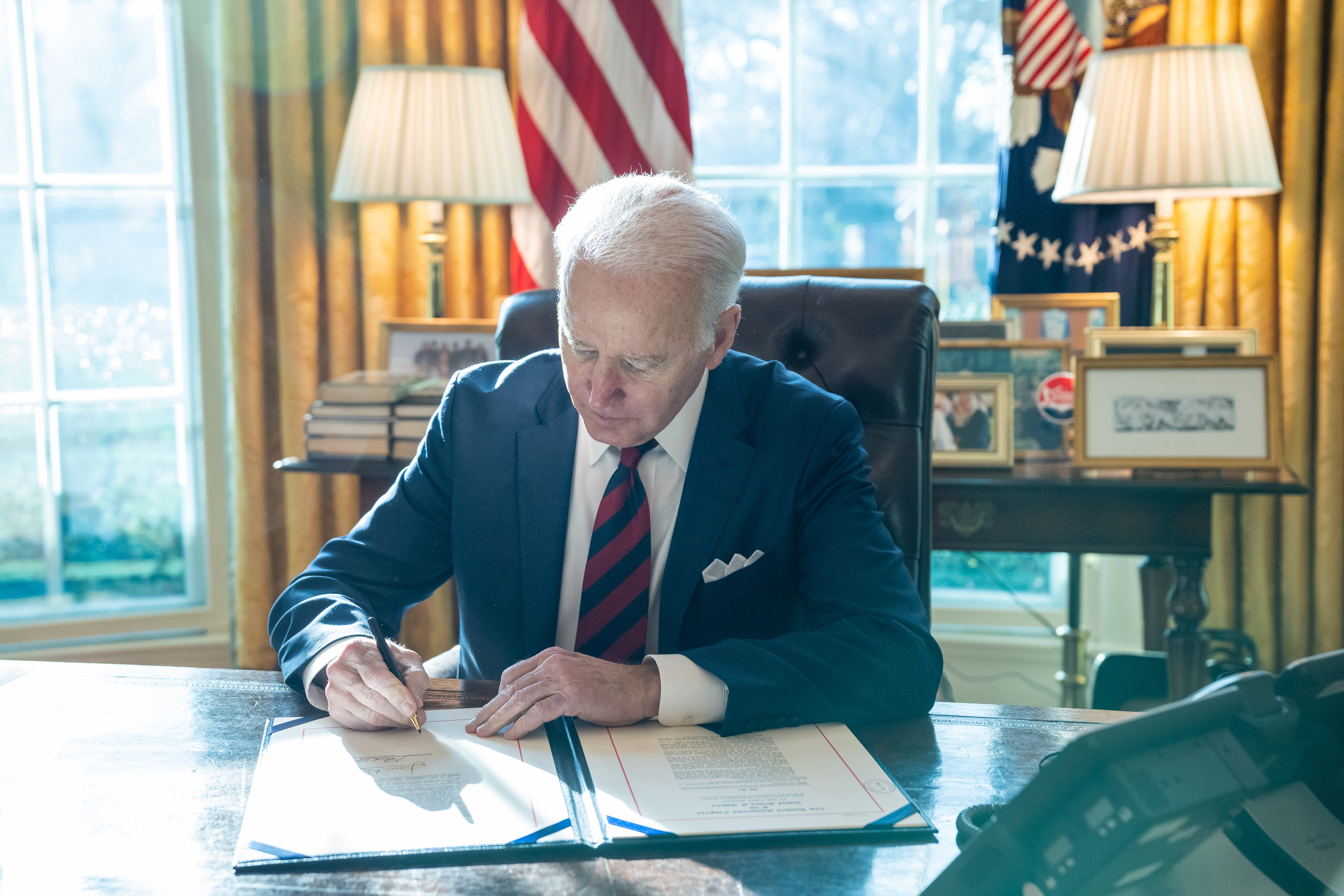
Tổng thống Biden ký Đạo luật Ngăn chặn Lao động Cưỡng bức Người Duy Ngô Nhĩ thành luật vào ngày 23 tháng 12 năm 2021

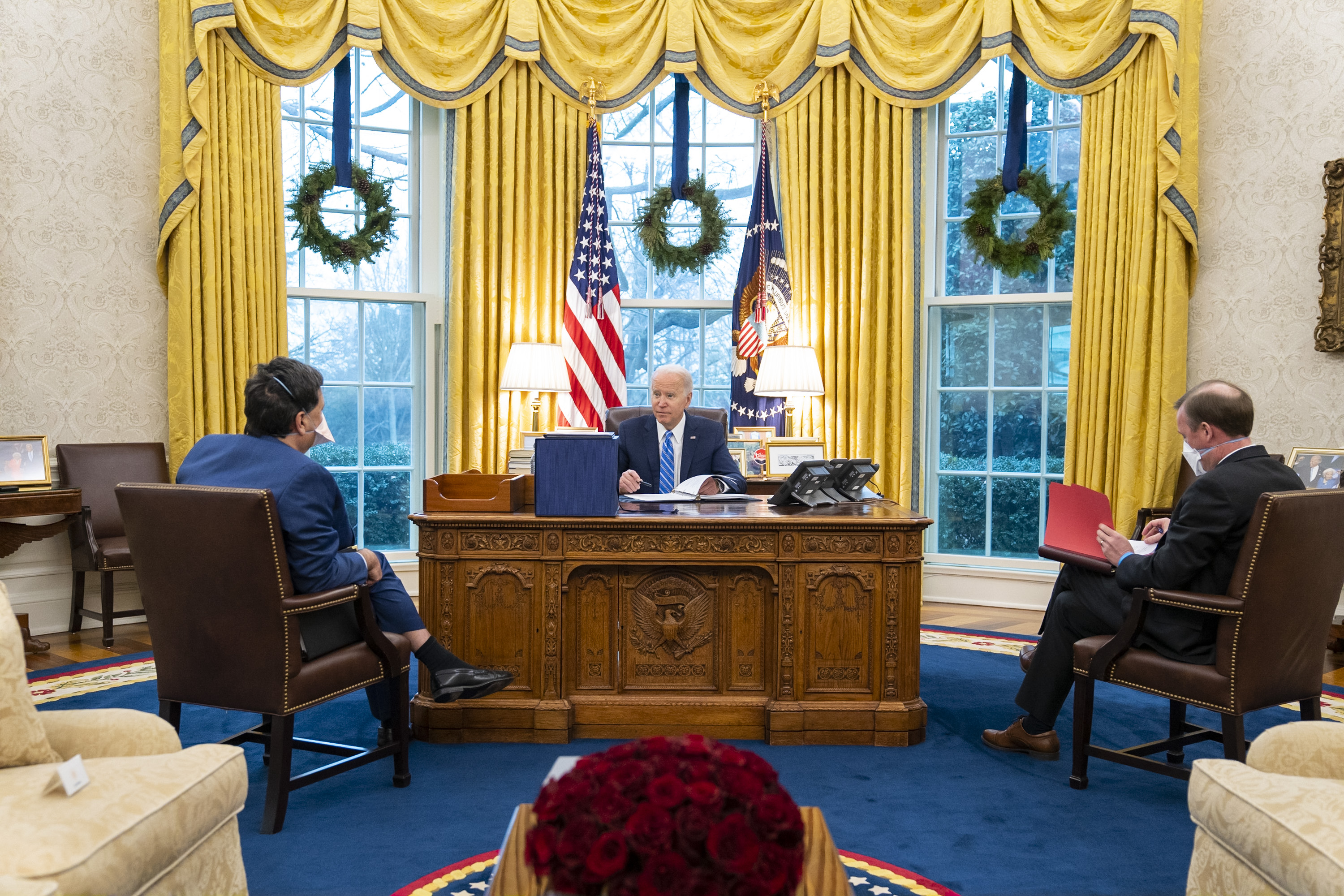
Tổng thống Joe Biden ký NDAA 2022 thành luật vào ngày 27 tháng 12 năm 2021

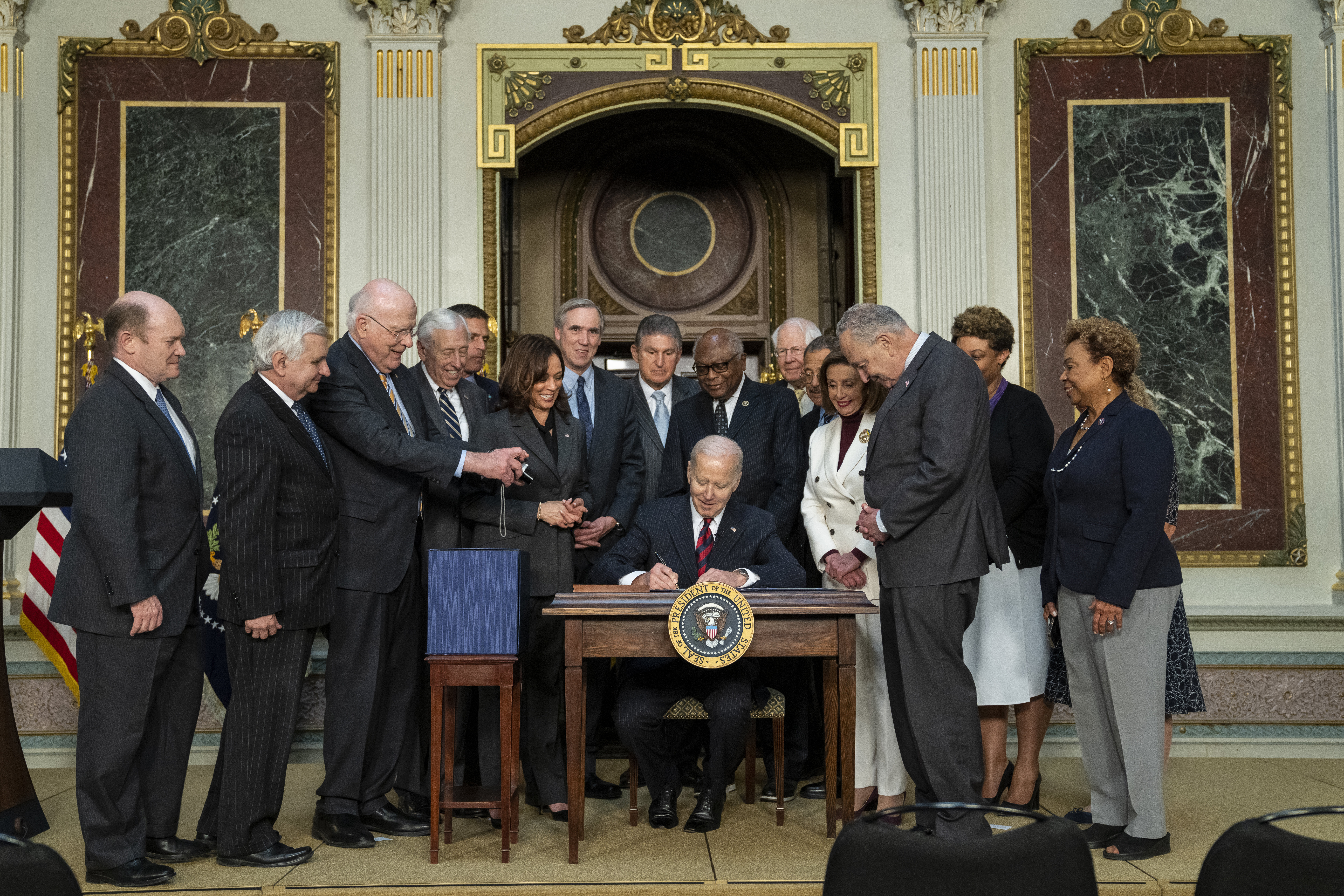
Tổng thống Biden ký Đạo luật Phân bổ ngân sách hợp nhất năm 2022 thành luật vào ngày 15 tháng 3 năm 2022

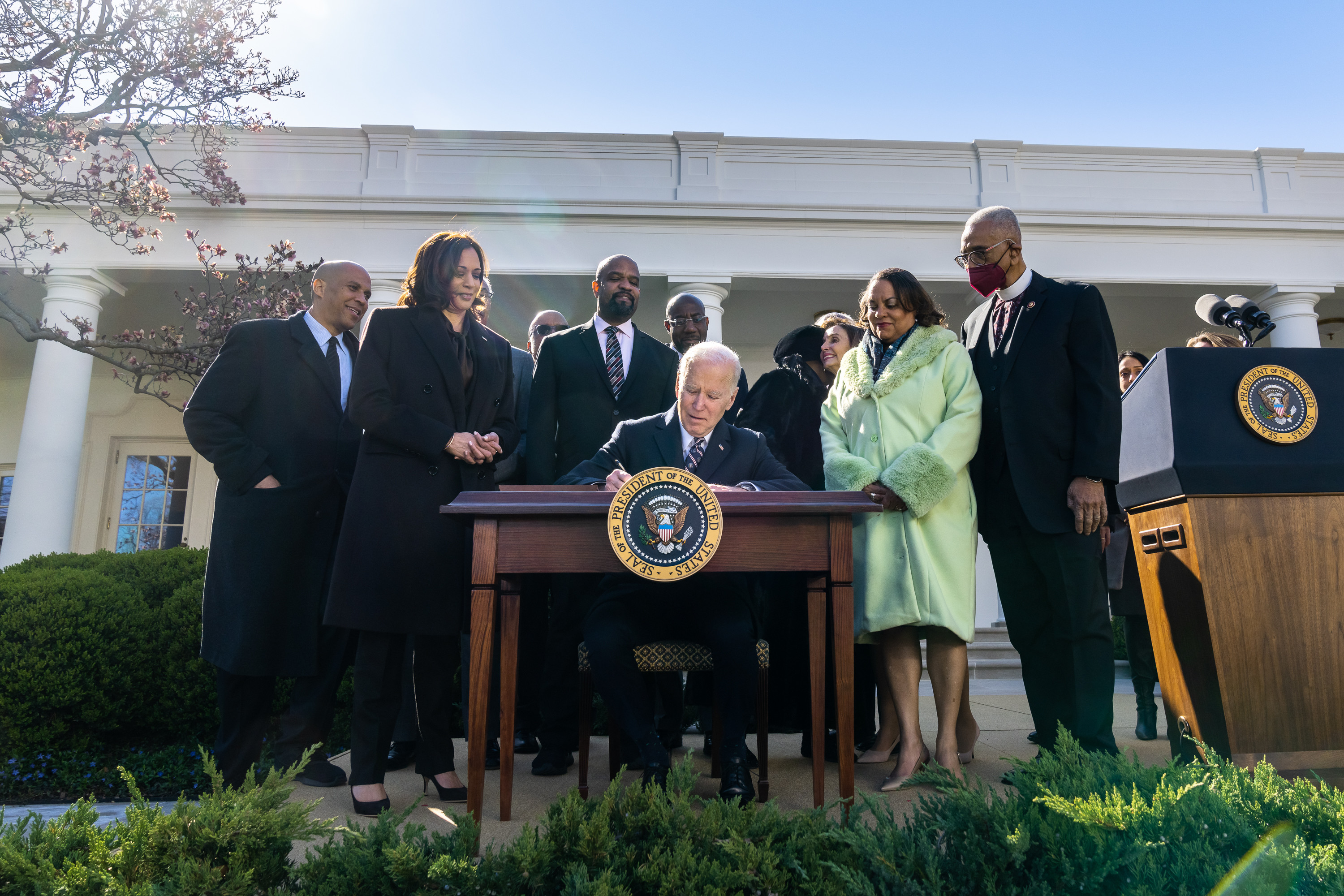
Tổng thống Biden ký Đạo luật Chống phân biệt Emmett thành luật vào ngày 29 tháng 3 năm 2022

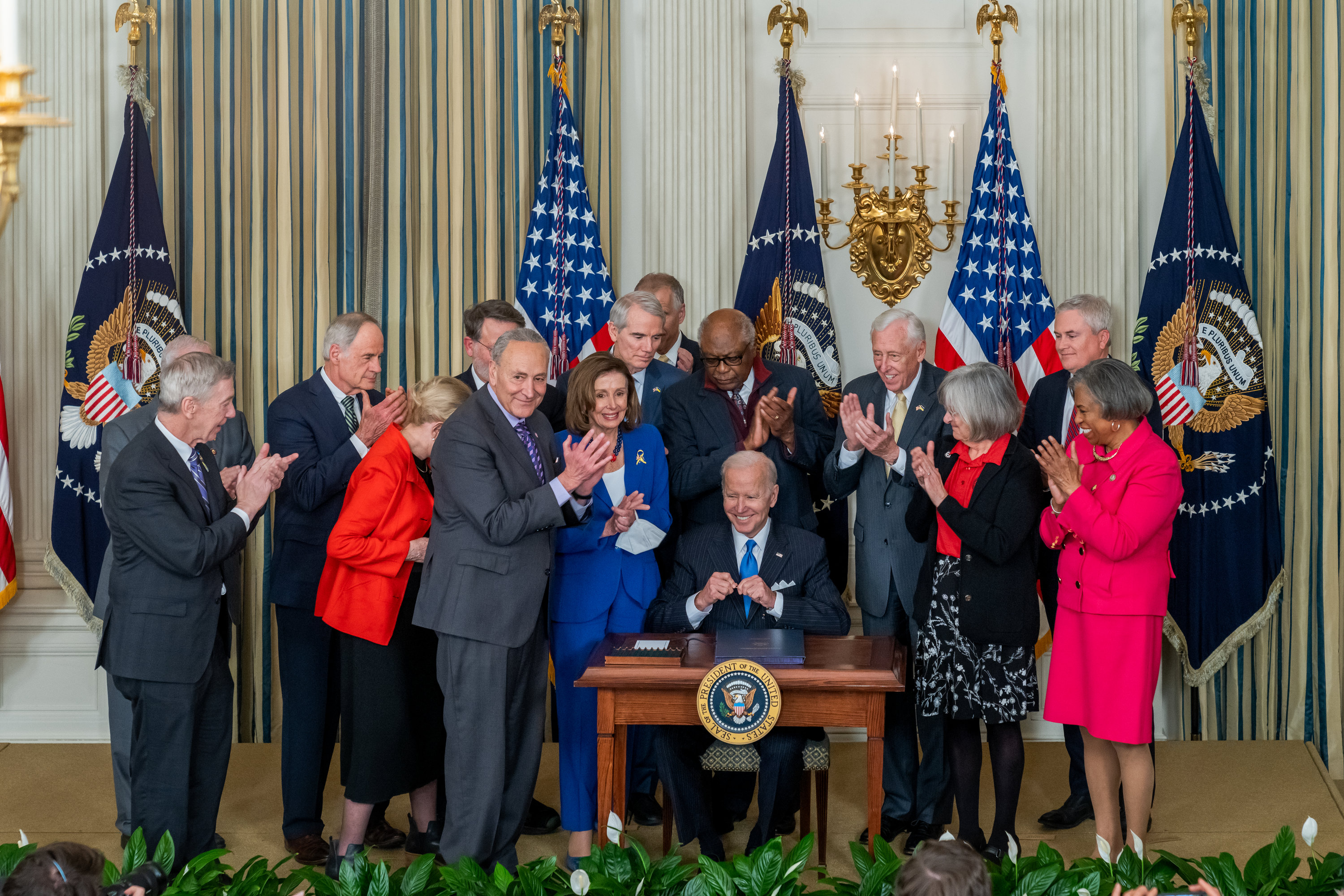
Tổng thống Biden ký Đạo luật Cải cách Dịch vụ Bưu chính thành luật vào ngày 6 tháng 4 năm 2022

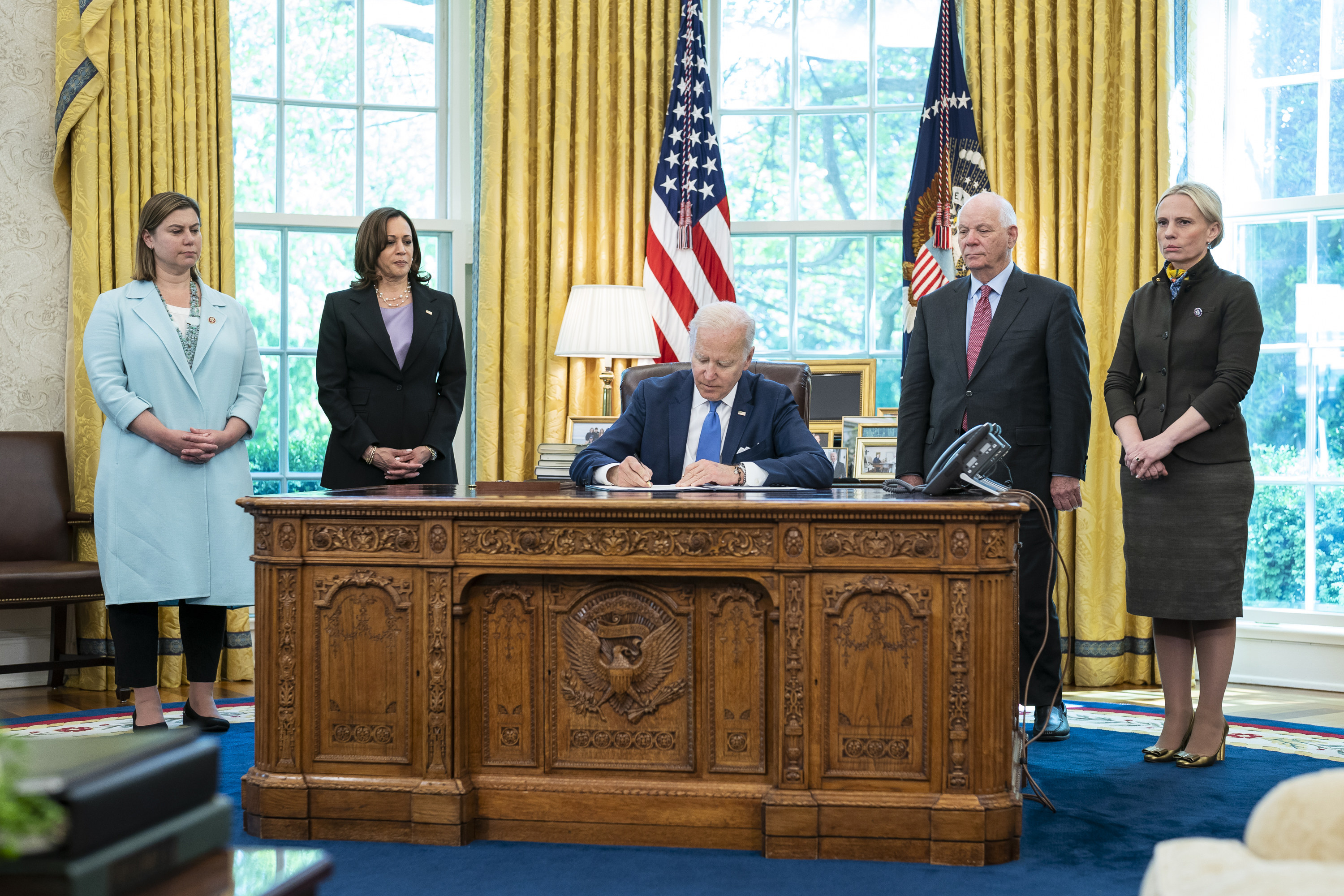
Tổng thống Biden ký Đạo luật Cho vay-Cho thuê Quốc phòng Dân chủ Ukraine năm 2022 thành luật vào ngày 9 tháng 5 năm 2022

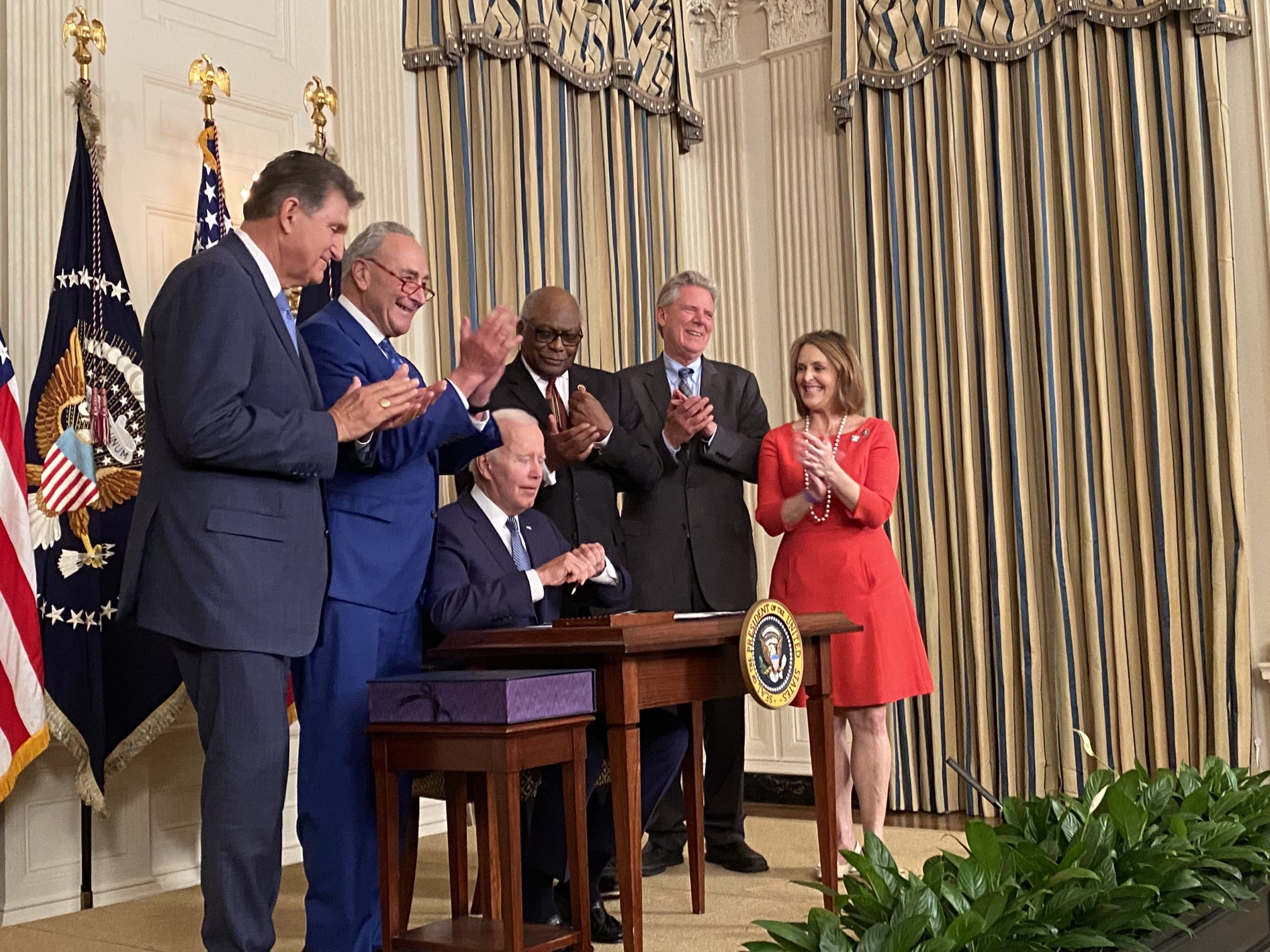
Tổng thống Biden ký Đạo luật Giảm lạm phát thành luật vào ngày 16 tháng 8 năm 2022

- Ngày 11 tháng 3 năm 2021: Đạo luật Kế hoạch Giải cứu Hoa Kỳ năm 2021, Pub.L., 117-2, H.R. 1319
- Ngày 20 tháng 5 năm 2021: Đạo luật S. 937
- Ngày 17 tháng 6 năm 2021: Đạo luật về Ngày Juneteenth, Pub.L.,  S. 475
- Ngày 5 tháng 8 năm 2021: Đạo luật quyết định trao tặng Huân chương Vàng Quốc hội cho Cảnh sát Quốc hội Hoa Kỳ và những người đã bảo vệ Điện Capitol Hoa Kỳ vào ngày 6 tháng 1 năm 2021. H.R. 1085
- Ngày 15 tháng 11 năm 2021: Đạo luật Đầu tư Cơ sở Hạ tầng và Việc làm, H.R. 3684
- Ngày 23 tháng 12 năm 2021: Đạo luật Ngăn chặn Lao động Cưỡng bức Người Duy Ngô Nhĩ, H.R. 6256
- Ngày 27 tháng 12 năm 2021: Đạo luật Ủy quyền Quốc phòng cho Năm Tài chính 2022, S. 1605
- Ngày 15 tháng 3 năm 2922: Đạo luật Phân bổ ngân sách hợp nhất 2022 (gồm Đạo luật Tái Cấp phép Phòng chống Bạo lực với Phụ nữ), H.R. 2471
- Ngày 29 tháng 3 năm 2022: Đạo luật Chống Phân biệt Emmett, H.R. 55
- Ngày 6 tháng 4 năm 2022: Đạo luật Cải cách Dịch vụ Bưu chính năm 2022, H.R. 3076
- Ngày 9 tháng 5 năm 2022: Đạo luật Cho vay-Cho thuê Quốc phòng Dân chủ Ukraine năm 2022, S. 3522
- 25 tháng 6 năm 2022: Đạo luật Lưỡng đảng về Cộng đồng an toàn hơn, S. 2938
- 9 tháng 8 năm 2022: Đạo luật CHIPS và Khoa học, H.R. 4346
- 10 tháng 8 năm 2022: Tôn vinh Đạo luật PACT của chúng ta năm 2022, S. 3373
- 16 tháng 8 năm 2022: Đạo luật Giảm lạm phát năm 2022, H.R. 5376
- 2 tháng 12 năm 2022: Đạo luật Mở rộng Nghiên cứu về Cần sa và Cannabidiol cho y tế, H.R. 8454
- 7 tháng 12 năm 2022: Đạo luật Lên tiếng, S. 4524
- 13 tháng 12 năm 2022: Đạo luật Tôn trọng Hôn nhân, H.R. 8404
- 23 tháng 12 năm 2022: Đạo luật Ủy quyền Quốc phòng James M. Inhofe cho năm tài chính 2023,  H.R. 7776
- 29 tháng 12 năm 2022: Đạo luật Phân bổ ngân sách Hợp nhất năm 2023 (bao gồm Đạo luật Cải cách Quy trình Đếm phiếu Đại cử tri và Cải thiện Quá trình Chuyển giao Tổng thống 2022, Đạo luật Công bằng cho người lao động mang thai, Đạo luật về Lĩnh vực Thực thi Chống độc quyền của Tiểu bang, Đạo luật Hiện đại hóa phí nộp hồ sơ sáp nhập, và Đạo luật Nói không với TikTok trên thiết bị của chính phủ), H.R. 2617
- 5 tháng 1 năm 2023: Định luật Sami, H.R. 1082
- 5 tháng 1 năm 2023: National Heritage Area Act, S. 1942

### Được đề xuất (nhưng không được ban hành)

#### Từ Hạ viện
- H.R. 1: Đạo luật vì Nhân dân năm 2021 (dự luật không được Thượng viện thông qua vào ngày 22 tháng 6 năm 2021)[8]
- H.R. 4: Đạo luật Thăng tiến Quyền Bầu cử năm 2021 John R. Lewis (dự luật không được Thượng viện thông qua vào ngày 3 tháng 11 năm 2021)[9]
- H.R. 5: Đạo luật Bình đẳng năm 2021 (Hạ viện đã bỏ phiếu thông qua nhưng Thượng viện không có hành động nào)
- H.R. 6: Đạo luật Giấc mơ và Lời hứa Hoa Kỳ năm 2021 (Hạ viện đã bỏ phiếu thông qua nhưng Thượng viện không có hành động nào)
- H.R. 7: Đạo luật Công bằng Tiền lương năm 2021 (dự luật không được trình lên Thượng viện)[10]
- H.R. 8: Đạo luật Kiểm tra Lý lịch Lưỡng đảng năm 2021 (Hạ viện đã bỏ phiếu thông qua nhưng Thượng viện không có hành động nào)
- H.R. 40: Đạo luật Ủy ban Nghiên cứu và Phát triển Các Đề xuất Sửa chữa cho Người Mỹ gốc Phi
- H.R. 51: Đạo luật Tuyển sinh Washington, DC năm 2021 (Hạ viện đã bỏ phiếu thông qua nhưng Thượng viện không có hành động nào)
- H.R. 82: Đạo luật Công bằng An sinh Xã hội năm 2021
- H.R. 97: Đạo luật Bãi bỏ Án Tử hình Liên bang năm 2021
- H.R. 127: Đạo luật Đăng ký và Cấp phép Vũ khí Sabika Sheikh năm 2021
- H.R. 256: Bãi bỏ Việc cho phép sử dụng Lực lượng quân sự chống lại Iraq theo Nghị quyết năm 2002
- H.R. 603: Đạo luật Tăng Tiền lương năm 2021
- H.R. 804: Đạo luật GIA ĐÌNH năm 2021
- H.R. 842: Đạo luật Bảo vệ Quyền Tổ chức năm 2021 (Hạ viện đã bỏ phiếu thông qua nhưng Thượng viện không có hành động nào)
- H.R. 1065 Đạo luật Công bằng cho Người Lao động mang thai năm 2021 (Hạ viện đã bỏ phiếu thông qua nhưng Thượng viện không có hành động nào)
- H.R. 1177: Đạo luật Quốc tịch Hoa Kỳ năm 2021
- H.R. 1195: Đạo luật Phòng chống Bạo lực tại Nơi làm việc cho Nhân viên Chăm sóc Sức khỏe và Dịch vụ Xã hội (Hạ viện đã bỏ phiếu thông qua nhưng Thượng viện không có hành động nào)
- H.R. 1280: Đạo luật Công lý Chính sách năm 2021 George Floyd
- H.R. 1333: Đạo luật KHÔNG CẤM (Hạ viện đã bỏ phiếu thông qua nhưng Thượng viện không có hành động nào)
- H.R. 1446: Đạo luật Kiểm tra Lý lịch Nâng cao năm 2021 (Hạ viện đã bỏ phiếu thông qua nhưng Thượng viện không có hành động nào)
- H.R. 1522: Đạo luật Đồng ý đưa Puerto Rico trở thành Tiểu bang năm 2021 (được thay thế bằng Đạo luật Địa vị Puerto Rico) [11]
- H.R. 1603: Đạo luật Hiện đại hóa Lực lượng Lao động Nông trại năm 2021
- H.R. 1693:  Loại bỏ Đạo luật Áp dụng Không công bằng có thể định lượng (EQUAL) năm 2021 (Hạ viện đã bỏ phiếu thông qua nhưng Thượng viện không có hành động nào)
- H.R. 1916: Đạo luật Đảm bảo Nụ cười Kéo dài
- H.R. 1976: Chương trình Thành lập Bảo hiểm Y tế quốc gia cho mọi người sau cải tiến
- H.R. 1996: Đạo luật AN TOÀN Ngân hàng năm 2021 (được hợp nhất vào Đạo luật COMPETES năm 2022)
- H.R. 2116: Đạo luật VƯƠNG MIỆN năm 2021 (Hạ viện đã bỏ phiếu thông qua nhưng Thượng viện không có hành động nào)
- H.R. 2773: Khôi phục Đạo luật Động vật Hoang dã Hoa Kỳ (Hạ viện đã bỏ phiếu thông qua nhưng Thượng viện không có hành động nào)[12]
- H.R. 3233: Ủy ban Quốc gia Điều tra cuộc Tấn công ngày 6 tháng 1 vào khu phức hợp Điện Capitol Hoa Kỳ (dự luật không được Thượng viện thông qua vào ngày 28 tháng 5 năm 2021)[13]
- H.R. 3617: Đạo luật MORE năm 2021 (Hạ viện đã bỏ phiếu thông qua nhưng Thượng viện không có hành động nào)
- H.R. 3849: Đạo luật ACCESS
- H.R. 3940: Đạo luật Báo chí Địa phương bền vững
- H.R. 3985: Ngăn chặn mất mạng và thương tật bằng Đạo luật Khẩn cấp SIVs (ALLIES) năm 2021 (Hạ viện đã bỏ phiếu thông qua nhưng Thượng viện không có hành động nào)
- H.R. 4521: Đạo luật COMPETES năm 2022 (hợp nhất vào Đạo luật CHIPS và Khoa học)
- H.R. 8393: Đạo luật Địa vị Puerto Rico (Hạ viện đã bỏ phiếu thông qua nhưng Thượng viện không có hành động nào)
- H.R. 8873:  Đạo luật Cải cách Bầu cử Tổng thống (Hạ viện đã bỏ phiếu thông qua nhưng Thượng viện không có hành động nào)

#### Từ Thượng viện
- S. 27: Đạo luật Thấy gì, Nói đó Trực tuyến năm 2021
- S. 53: Đạo luật Tăng Tiền lương năm 2021
- S. 623: Đạo luật Bảo vệ Ánh nắng Mặt trời năm 2021 (Thượng viện đã bỏ phiếu thông qua nhưng Hạ viện không có hành động nào)
- S. 754: Đạo luật Đảm bảo Nụ cười Kéo dài
- S. 1302: Đạo luật Công bằng An sinh Xã hội năm 2021
- S. 1260: Đạo luật Cạnh tranh và Đổi mới Hoa Kỳ (Hạ viện thông qua, sau đó hợp nhất vào Đạo luật CHIPS và Khoa học)
- S. 1601: Đạo luật Tương lai Báo chí Địa phương
- S. 2710: Đạo luật Thị trường Ứng dụng Mở
- S. 2747: Đạo luật Tự do Bỏ phiếu (dự luật không được Thượng viện thông qua vào ngày 19 tháng 1 năm 2022)[14]
- S. 2992: Đạo luật American Innovation and Choice Online Act
- S. 3538: Đạo luật EARN IT
- S. 4132: Đạo luật Bảo vệ Sức khoẻ Phụ nữ (dự luật không được Thượng viện thông qua vào ngày 11 tháng 5 năm 2022)[15]
- S. 4822: Đạo luật DISCLOSE (dự luật không được Thượng viện thông qua vào ngày 22 tháng 8 năm 2022)[16]

## Các nghị quyết chính

### Thông qua
- H.Res. 21: Kêu gọi Phó Tổng thống Michael R. Pence triệu tập và điều động các quan chức chính của Nội các để kích hoạt phần 4 của Tu chính án thứ 25 để tuyên bố Tổng thống Donald J. Trump không có khả năng thực hiện các nhiệm vụ của văn phòng của mình và ngay lập tức thực hiện quyền hạn với tư cách là quyền tổng thống.
- H.Res. 24(Bản luận tội thứ hai của Donald Trump): Luận tội Donald John Trump, Tổng thống Hoa Kỳ, vì tội danh cao và nhẹ.
- S.Res. 5: Một nghị quyết tôn vinh Sĩ quan Brian David Sicknick của Cảnh sát Điện Capitol Hoa Kỳ vì những hành động anh hùng quên mình của anh ấy trong khuôn viên của Điện Capitol Hoa Kỳ vào ngày 6 tháng 1 năm 2021.
- H.Res. 72 (Loại bỏ Dân biểu Marjorie Taylor Greene khỏi nhiệm vụ của ủy ban): Loại bỏ một thành viên nhất định khỏi một số ủy ban thường trực của Hạ viện
- H.Res. 134 Lên án cuộc đảo chính Myanmar năm 2021.
- H.Res. 789: Kỷ luật Dân biểu Paul Gosar.
- H.J.Res. 100: Để đưa ra giải pháp đối với các tranh chấp chưa được giải quyết giữa một số tuyến đường sắt được đại diện bởi Ủy hội Vận chuyển Quốc gia thuộc Liên đoàn Lao động Đường sắt Quốc gia và một số nhân viên của họ.

### Đề xuất
- H.Res. 14: Lên án Tổng thống Donald J. Trump đã cố gắng lật ngược kết quả của cuộc bầu cử tổng thống tháng 11 năm 2020 ở Bang Georgia
- H.J.Res. 17: Bỏ thời hạn phê chuẩn sửa đổi quyền bình đẳng.
- H.Res. 25: Chỉ đạo Ủy ban về Đạo đức điều tra và đưa ra báo cáo về việc liệu bất kỳ và tất cả các hành động được thực hiện bởi các Thành viên của Quốc hội lần thứ 117, những người tìm cách lật ngược cuộc bầu cử Tổng thống năm 2020 có vi phạm lời tuyên thệ của họ là tuân thủ Hiến pháp hoặc Quy tắc của Hạ viện, và sẽ phải đối mặt với hình phạt, bao gồm cả việc loại khỏi Hạ viện.
- H.Res. 332: Công nhận nhiệm vụ của Chính phủ liên bang trong việc tạo ra Thỏa thuận xanh mới.

## Thành phần Quốc hội

### Thượng viện

Cuối cùng (từ 20 tháng 1, 2021)
Bắt đầu (3 tháng 1, 2021 – 18 tháng 1, 2021)
18 tháng 1, 2021 – 20 tháng 1, 2021

|                              | Đảng(ô có màu chỉ ra phe chiếm đa số) | Đảng(ô có màu chỉ ra phe chiếm đa số) | Đảng(ô có màu chỉ ra phe chiếm đa số) | Tổng cộng | Trống |
| ---------------------------- | ------------------------------------- | ------------------------------------- | ------------------------------------- | --------- | ----- |
|                              |                                       |                                       |                                       | Tổng cộng | Trống |
| Dân chủ                      | Độc lập(họp kín cùng Đảng Dân chủ)    | Cộng hoà                              |                                       | Tổng cộng | Trống |
| Kết thúc Quốc hội khoá trước | 46                                    | 2                                     | 52                                    | 100       | 0     |
|                              |                                       |                                       |                                       |           |       |
| Bắt đầu (3 tháng 1, 2021)    | 46                                    | 2                                     | 51                                    | 99        | 1     |
| 18 tháng 1, 2021             | 45                                    | 2                                     | 51                                    | 98        | 2     |
| 20 tháng 1, 2021             | 48                                    | 2                                     | 50                                    | 100       | 0     |
| Tỷ lệ kiểm soát gần nhất     | 50,0%                                 | 50,0%                                 | 50,0%                                 |           |       |

### Hạ viện
|                                  | Đảng(ô có màu chỉ ra phe đa số) | Đảng(ô có màu chỉ ra phe đa số) | Đảng(ô có màu chỉ ra phe đa số) | Đảng(ô có màu chỉ ra phe đa số) | Tổng cộng | Trống |
| -------------------------------- | ------------------------------- | ------------------------------- | ------------------------------- | ------------------------------- | --------- | ----- |
|                                  |                                 |                                 |                                 |                                 | Tổng cộng | Trống |
| Dân chủ                          | Độc lập                         | Cộng hoà                        | Tự do                           |                                 | Tổng cộng | Trống |
| Kết thúc Quốc hội khoá trước     | 233                             | 1                               | 195                             | 1                               | 430       | 5     |
|                                  |                                 |                                 |                                 |                                 |           |       |
| Bắt đầu (3 tháng 1, 2021)        | 222                             | 0                               | 211                             | 0                               | 433       | 2     |
| 15 tháng 1, 2021                 | 221                             | 0                               | 211                             | 0                               | 432       | 3     |
| 7 tháng 2, 2021                  | 221                             | 0                               | 210                             | 0                               | 431       | 4     |
| 11 tháng 2, 2021                 | 221                             | 0                               | 211                             | 0                               | 432       | 3     |
| 10 tháng 3, 2021                 | 220                             | 0                               | 211                             | 0                               | 431       | 4     |
| 16 tháng 3, 2021                 | 219                             | 0                               | 211                             | 0                               | 430       | 5     |
| 6 tháng 4, 2021                  | 218                             | 0                               | 211                             | 0                               | 429       | 6     |
| 14 tháng 4, 2021                 | 218                             | 0                               | 212                             | 0                               | 430       | 5     |
| 11 tháng 5, 2021                 | 219                             | 0                               | 212                             | 0                               | 431       | 4     |
| 16 tháng 5, 2021                 | 219                             | 0                               | 211                             | 0                               | 430       | 5     |
| 14 tháng 6, 2021                 | 220                             | 0                               | 211                             | 0                               | 431       | 4     |
| 30 tháng 7, 2021                 | 220                             | 0                               | 212                             | 0                               | 432       | 3     |
| 4 tháng 11, 2021                 | 221                             | 0                               | 213                             | 0                               | 434       | 1     |
| 1 tháng 1, 2021                  | 221                             | 0                               | 212                             | 0                               | 433       | 2     |
| 18 tháng 1, 2021                 | 222                             | 0                               | 212                             | 0                               | 434       | 1     |
| 17 tháng 2, 2022                 | 222                             | 0                               | 211                             | 0                               | 433       | 2     |
| 18 tháng 3, 2022                 | 222                             | 0                               | 210                             | 0                               | 432       | 3     |
| 31 tháng 3, 2022                 | 221                             | 0                               | 209                             | 0                               | 430       | 5     |
| 10 tháng 5, 2022                 | 221                             | 0                               | 208                             | 0                               | 429       | 6     |
| 25 tháng 5, 2022                 | 220                             | 0                               | 208                             | 0                               | 428       | 7     |
| 14 tháng 6, 2022                 | 220                             | 0                               | 209                             | 0                               | 429       | 6     |
| 21 tháng 6, 2022                 | 220                             | 0                               | 210                             | 0                               | 430       | 5     |
| 12 tháng 7, 2022                 | 220                             | 0                               | 211                             | 0                               | 431       | 4     |
| 3 tháng 8, 2022                  | 220                             | 0                               | 210                             | 0                               | 430       | 5     |
| 12 tháng 8, 2022                 | 220                             | 0                               | 211                             | 0                               | 431       | 4     |
| 31 tháng 8, 2022                 | 219                             | 0                               | 211                             | 0                               | 430       | 5     |
| 13 tháng 9, 2022                 | 221                             | 0                               | 212                             | 0                               | 433       | 2     |
| Tỷ lệ kiểm soát gần nhất         | 51,2%                           | 0,0%                            | 48,8%                           | 0,0%                            |           |       |
| Đại biểu không có quyền bỏ phiếu | 3                               | 1                               | 2                               | 0                               | 6         | 0     |

## Lãnh đạo
Lưu ý: Đảng viên Dân chủ tự gọi mình là "Cuộc họp kín"; Đảng Cộng hòa tự gọi mình là một "Hội nghị".

### Thượng viện

#### Chủ trì
- Chủ tịch Thượng viện: Kamala Harris (D), kể từ ngày 20 tháng 1 năm 2021
  - Mike Pence (R), cho đến ngày 20 tháng 1 năm 2021
- Chủ tịch Thượng viện tạm quyền: Patrick Leahy (D), kể từ ngày 20 tháng 1 năm 2021
- Chủ tịch Thượng viện tạm quyền danh dự: Chuck Grassley (R), kể từ ngày 20 tháng 1 năm 2021

#### Lãnh đạo Đảng Dân chủ Đa số
(Thiểu số đến 20 tháng 1, 2021, đa số sau đó)
- Lãnh đạo Đa số Thượng viện và Chủ tịch Cuộc họp kín Đảng Dân chủ Thượng viện kể từ ngày 20 tháng 1 năm 2021: Chuck Schumer [50]
- Phó Lãnh đạo Đa số Thượng viện kể từ ngày 20 tháng 1 năm 2021: Dick Durbin [50]
- Trợ lý Lãnh đạo Đảng Dân chủ Thượng viện: Patty Murray [50]
- Chủ tịch Ủy ban Chính sách và Truyền thông Đảng Dân chủ Thượng viện: Debbie Stabenow [50]
- Phó Chủ tịch Cuộc họp kín Đảng Dân chủ Thượng viện: Mark Warner và Elizabeth Warren [50]
- Chủ tịch Ủy ban Chỉ đạo và Tiếp cận Đảng Dân chủ Thượng viện phụ trách Chỉ đạo: Amy Klobuchar [50]
- Chủ tịch Ủy ban Chỉ đạo và Tiếp cận Đảng Dân chủ Thượng viện phụ trách Tiếp cận: Bernie Sanders [50]
- Phó Chủ tịch Ủy ban Chính sách và Truyền thông Đảng Dân chủ Thượng viện: Cory Booker và Joe Manchin [50]
- Thư ký Cuộc họp kín Đảng Dân chủ Thượng viện: Tammy Baldwin [50]
- Chủ tịch Ủy ban Vận động Đảng Dân chủ Thượng viện: Gary Peters
- Phó Chủ tịch Ủy ban Chỉ đạo và Tiếp cận Đảng Dân chủ Thượng viện: Catherine Cortez Masto [50]

#### Lãnh đạo Đảng Cộng hoà Thiểu số
(Đa số đến 20 tháng 1, 2021, thiểu số sau đó)
- Lãnh đạo Thiểu số Thượng viện: Mitch McConnell [51][52]
- Phó Lãnh đạo Thiểu số Thượng viện: John Thune [51]
- Chủ tịch Hội nghị Đảng Cộng hòa Thượng viện: John Barrasso [51]
- Chủ tịch Ủy ban Chính sách Đảng Cộng hòa Thượng viện: Roy Blunt [51]
- Phó Chủ tịch Hội nghị Đảng Cộng hòa Thượng viện: Joni Ernst [51]
- Chủ tịch Ủy ban Quốc gia Đảng Cộng hoà Thượng viện: Rick Scott [51]
- Chủ tịch Ủy ban Chỉ đạo Đảng Cộng hòa Thượng viện: Mike Lee [53]

### Hạ viện

#### Chủ trì
- Chủ tịch Hạ viện: Nancy Pelosi

#### Lãnh đạo Dân chủ Đa số
- Lãnh đạo Đa số Hạ viện: Steny Hoyer [54]
- Phó Lãnh đạo Đa số Hạ viện: Jim Clyburn [54]
- Trợ lý Chủ tịch Hạ viện: Katherine Clark [54]
- Chủ tịch Cuộc họp kín Đảng Dân chủ Hạ viện: Hakeem Jeffries [54]
- Phó Chủ tịch Cuộc họp kín Đảng Dân chủ Hạ viện: Pete Aguilar [55]
- Chủ tịch Ủy ban Vận động Đảng Dân chủ Hạ viện: Sean Patrick Maloney [56]
- Đồng Chủ tịch Ủy ban Chính sách và Truyền thông Đảng Dân chủ Hạ viện: Matt Cartwright, Debbie Dingell, Ted Lieu, và Joe Neguse [57]
- Lãnh đạo Cuộc họp kín các Hạ nghị sĩ thứ cấp Đảng Dân chủ Hạ viện: Colin Allred [54]
- Lãnh đạo Cuộc họp kín các Hạ nghị sĩ nhiệm kỳ đầu Đảng Dân chủ Hạ viện: Mondaire Jones [58]
- Đồng Chủ tịch Ủy ban Chỉ đạo và Chính sách Đảng Dân chủ Hạ viện: Cheri Bustos, Barbara Lee và Eric Swalwell [58]
- Phó Kỷ luật viên thứ nhất cao cấp Đảng Dân chủ Hạ viện: GK Butterfield và Jan Schakowsky [59]
- Phó Kỷ luật viên thứ nhất Đảng Dân chủ Hạ viện: Henry Cuellar, Sheila Jackson Lee, Dan Kildee, Stephanie Murphy, Jimmy Panetta, Terri Sewell, Debbie Wasserman Schultz và Peter Welch [59]

#### Lãnh đạo Cộng hoà Thiểu số
- Lãnh đạo Thiểu số Hạ viện và Chủ tịch Ủy ban Chỉ đạo Đảng Cộng hòa Hạ viện: Kevin McCarthy [60]
- Phó Lãnh đạo Thiểu số Hạ viện: Steve Scalise [60]
- Chủ tịch Hội nghị Đảng Cộng hòa Hạ viện: Elise Stefanik (kể từ ngày 14 tháng 5 năm 2021) [61]
  - Liz Cheney (đến ngày 12 tháng 5 năm 2021) [60]
- Phó Chủ tịch Hội nghị Đảng Cộng hòa Hạ viện: Mike Johnson [60]
- Thư ký Hội nghị Đảng Cộng hòa Hạ viện: Rich Hudson [60]
- Chủ tịch Ủy ban Chính sách Đảng Cộng hòa Hạ viện: Gary Palmer [60]
- Chủ tịch Ủy ban Quốc gia Đảng Cộng hòa Hạ viện: Tom Emmer [60]

## Thành viên

### Thượng viện
Các con số đề cập đến nhóm ghế Thượng viện của họ. Tất cả các thượng nghị sĩ hạng 1 đang ở giữa nhiệm kỳ (2019–2025), đã được bầu vào năm 2018 và sẽ tái cử vào năm 2024. Các thượng nghị sĩ hạng 2 đang ở đầu nhiệm kỳ (2021–2027), được bầu vào năm 2020. Các thượng nghị sĩ hạng 3 sắp hết nhiệm kỳ (2017–2023), đối mặt với cuộc bầu cử năm 2022.
| - 2. Tommy Tuberville (R) - 3. Richard Shelby (R) - 2. Dan Sullivan (R) - 3. Lisa Murkowski (R) - 1. Kyrsten Sinema (D) - 3. Mark Kelly (D) - 2. Tom Cotton (R) - 3. John Boozman (R) - 1. Dianne Feinstein (D) - 3. Kamala Harris (D), đến 18 tháng 1, 2021 - Alex Padilla (D), từ 20 tháng 1, 2021 - 2. John Hickenlooper (D) - 3. Michael Bennet (D) - 1. Chris Murphy (D) - 3. Richard Blumenthal (D) - 1. Tom Carper (D) - 2. Chris Coons (D) - 1. Rick Scott (R) - 3. Marco Rubio (R) - 2. Jon Ossoff (D), from ngày 20 tháng 1 năm 2021 - 3. Kelly Loeffler (R), đến 20 tháng 1, 2021 - Raphael Warnock (D), từ 20 tháng 1, 2021 - 1. Mazie Hirono (D) - 3. Brian Schatz (D) - 2. Jim Risch (R) - 3. Mike Crapo (R) - 2. Dick Durbin (D) - 3. Tammy Duckworth (D) - 1. Mike Braun (R) - 3. Todd Young (R) - 2. Joni Ernst (R) - 3. Chuck Grassley (R) - 2. Roger Marshall (R) - 3. Jerry Moran (R) - 2. Mitch McConnell (R) - 3. Rand Paul (R) - 2. Bill Cassidy (R) - 3. John Kennedy (R) - 1. Angus King (I) - 2. Susan Collins (R) - 1. Ben Cardin (D) - 3. Chris Van Hollen (D) - 1. Elizabeth Warren (D) - 2. Ed Markey (D) - 1. Debbie Stabenow (D) - 2. Gary Peters (D) - 1. Amy Klobuchar (DFL) - 2. Tina Smith (DFL) - 1. Roger Wicker (R) - 2. Cindy Hyde-Smith (R) - 1. Josh Hawley (R) - 3. Roy Blunt (R) | - 1. Jon Tester (D) - 2. Steve Daines (R) - 1. Deb Fischer (R) - 2. Ben Sasse (R) - 1. Jacky Rosen (D) - 3. Catherine Cortez Masto (D) - 2. Jeanne Shaheen (D) - 3. Maggie Hassan (D) - 1. Bob Menendez (D) - 2. Cory Booker (D) - 1. Martin Heinrich (D) - 2. Ben Ray Luján (D) - 1. Kirsten Gillibrand (D) - 3. Chuck Schumer (D) - 2. Thom Tillis (R) - 3. Richard Burr (R) - 1. Kevin Cramer (R) - 3. John Hoeven (R) - 1. Sherrod Brown (D) - 3. Rob Portman (R) - 2. Jim Inhofe (R) - 3. James Lankford (R) - 2. Jeff Merkley (D) - 3. Ron Wyden (D) - 1. Bob Casey Jr. (D) - 3. Pat Toomey (R) - 1. Sheldon Whitehouse (D) - 2. Jack Reed (D) - 2. Lindsey Graham (R) - 3. Tim Scott (R) - 2. Mike Rounds (R) - 3. John Thune (R) - 1. Marsha Blackburn (R) - 2. Bill Hagerty (R) - 1. Ted Cruz (R) - 2. John Cornyn (R) - 1. Mitt Romney (R) - 3. Mike Lee (R) - 1. Bernie Sanders (I) - 3. Patrick Leahy (D) - 1. Tim Kaine (D) - 2. Mark Warner (D) - 1. Maria Cantwell (D) - 3. Patty Murray (D) - 1. Joe Manchin (D) - 2. Shelley Moore Capito (R) - 1. Tammy Baldwin (D) - 3. Ron Johnson (R) - 1. John Barrasso (R) - 2. Cynthia Lummis (R) | Lãnh đạo Đảng Dân chủ Thượng viện (thiểu số tới 20 tháng 1, 2021; đa số sau đó)Lãnh đạo Dân chủ Chuck SchumerPhó Lãnh đạo Dân chủ Dick Durbin Lãnh đạo Đảng Cộng hoà Thượng viện (đa số tới 20 tháng 1, 2021; thiểu số sau đó)Lãnh đạo Cộng hoà Mitch McConnellPhó Lãnh đạo Cộng hoà John Thune |

#### Wyoming

Thành phần Thượng viện hiện tại theo tiểu bang và đảng
2 Dân chủ(21 bang)
(1 bang)
1 Dân chủ và 1 Cộng hoà(5 bang)
(1 bang)
2 Cộng hoà(22 bang)

### Hạ viện
Tất cả 435 ghế đã được lấp đầy bởi cuộc bầu cử vào tháng 11 năm 2020.

## Những thay đổi về tư cách thành viên

### Thượng viện
| Bang (nhóm ghế) | Tiền nhiệm        | Lý do thay đổi | Kế nhiệm           | Ngày tuyên thệ   |
| --------------- | ----------------- | --- | ------------------ | ---------------- |
| Georgia (2)     | Trống             | Nhiệm kỳ của David Perdue (R) hết hạn vào ngày 3 tháng 1 năm 2021, trước khi một cuộc bầu cử nước rút có thể được tổ chức. Người kế vị được bầu vào ngày 5 tháng 1 năm 2021.                  | Jon Ossoff(D)      | 20 tháng 1, 2021 |
| California (3)  | Kamala Harris(D)  | Người đương nhiệm từ chức vào ngày 18 tháng 1 năm 2021, để trở thành Phó Tổng thống Hoa Kỳ. Người kế nhiệm được bổ nhiệm 20/01/2021 để hoàn thành nhiệm kỳ.                                   | Alex Padilla(D)    | 20 tháng 1, 2021 |
| Georgia (3)     | Kelly Loeffler(R) | Người được bổ nhiệm thua trong cuộc bầu cử kết thúc nhiệm kỳ. Người kế vị được bầu vào ngày 5 tháng 1 năm 2021, trong thời gian còn lại của nhiệm kỳ sẽ kết thúc vào ngày 3 tháng 1 năm 2023. | Raphael Warnock(D) | 20 tháng 1, 2021 |

### Hạ viện
| Khu              | Tiền nhiệm           | Lý do cho sự thay đổi | Người kế vị                    | Ngày tuyên thệ            |
| ---------------- | -------------------- | --- | ------------------------------ | ------------------------- |
| New York 22      | Trống                | Nhiệm kỳ của Anthony Brindisi (D) hết hạn vào ngày 3 tháng 1 năm 2021 và ghế vẫn bị bỏ trống do kết quả của cuộc bầu cử năm 2020 đang bị tranh chấp. Vào ngày 5 tháng 2 năm 2021, thẩm phán tuyên bố người chiến thắng.                                    | Claudia Tenney (R)             | 11 tháng 2, 2021          |
| Louisiana 5      | Trống                | Thành viên đắc cử Luke Letlow (R) đã chết vì COVID-19 vào ngày 29 tháng 12 năm 2020, trước khi nhiệm kỳ của ông bắt đầu. Một cuộc bầu cử đặc biệt đã được tổ chức vào ngày 20 tháng 3 năm 2021.                                                            | Julia Letlow (R)               | 14 tháng 4, 2021          |
| Louisiana 2      | Cedric Richmond (D)  | Từ chức ngày 15 tháng 1 năm 2021, để trở thành Cố vấn cấp cao cho Tổng thống và giám đốc Văn phòng Liên lạc Công chúng. Một cuộc bầu cử đặc biệt được tổ chức vào ngày 20 tháng 3 năm 2021 và một cuộc bỏ phiếu được tổ chức vào ngày 24 tháng 4 năm 2021. | Troy Carter (D)                | 11 tháng 5, 2021          |
| Texas 6          | Ron Wright (R)       | Mất vì COVID-19 vào ngày 7 tháng 2 năm 2021. Một cuộc bầu cử đặc biệt được tổ chức vào ngày 1 tháng 5 năm 2021, với một cuộc bầu cử nước rút vào ngày 27 tháng 7.                                                                                          | Jake Ellzey (R)                | 30 tháng 7, 2021          |
| Ohio 11          | Marcia Fudge (D)     | Từ chức ngày 10 tháng 3 năm 2021, để trở thành Bộ trưởng Phát triển Đô thị và Nhà ở Hoa Kỳ. Một cuộc bầu cử đặc biệt đã được tổ chức vào ngày 2 tháng 11 năm 2021.                                                                                         | Shontel Brown (D)              | 4 tháng 11 năm 2021       |
| New Mexico 1     | Deb Haaland (D)      | Từ chức ngày 16 tháng 3 năm 2021, để trở thành Bộ trưởng Nội vụ Hoa Kỳ. Một cuộc bầu cử đặc biệt đã được tổ chức vào ngày 1 tháng 6 năm 2021. | Melanie Stansbury (D)          | 14 tháng 6, 2021          |
| Florida 20       | Alcee Hastings (D)   | Mất ngày 6 tháng 4 năm 2021. Một cuộc bầu cử đặc biệt đã được tổ chức vào ngày 11 tháng 1 năm 2022. | Sheila Cherfilus-McCormick (D) | 18 tháng 1 năm 2022       |
| Ohio 15          | Steve Stivers (R)    | Từ chức ngày 16 tháng 5 năm 2021, để trở thành chủ tịch và CEO của Phòng Thương mại Ohio. Một cuộc bầu cử đặc biệt đã được tổ chức vào ngày 2 tháng 11 năm 2021.                                                                                           | Mike Carey (R)                 | 4 tháng 11 năm 2021       |
| California 22    | Devin Nunes (R)      | Từ chức ngày 1 tháng 1 năm 2022, để trở thành CEO Tập đoàn Phương tiện và Truyền thông Trump. Một cuộc bầu cử đặc biệt đã được tổ chức vào ngày 7 tháng 6 năm 2022.                                                                                        | Connie Conway (R)              | 14 tháng 6 năm 2022       |
| Minnesota 1      | Jim Hagedorn (R)     | Mất vì ung thư thận vào ngày 17 tháng 2 năm 2022. Một cuộc bầu cử đặc biệt đã được tổ chức vào ngày 9 tháng 8 năm 2022. | Brad Finstad(R)                | 12 tháng 8 năm 2022       |
| Toàn bang Alaska | Don Young (R)        | Mất ngày 18 tháng 3 năm 2022. Một cuộc bầu cử đặc biệt đã được tổ chức vào ngày 16 tháng 8 năm 2022. | Mary Peltola(D)                | 13 tháng 9 năm 2022       |
| Nebraska 1       | Jeff Fortenberry (R) | Từ chức ngày 31 tháng 3 năm 2022, do kết án hình sự. Một cuộc bầu cử đặc biệt đã được tổ chức vào ngày 28 tháng 6 năm 2022. | Mike Flood(R)                  | 12 tháng 7 năm 2022       |
| Texas 34         | Filemon Vela Jr. (D) | Từ chức ngày 31 tháng 3 năm 2022, để gia nhập Akin Gump Strauss Hauer & Feld. Một cuộc bầu cử đặc biệt đã được tổ chức vào ngày 14 tháng 6 năm 2022. | Mayra Flores(R)                | 21 tháng 6 năm 2022       |
| New York 23      | Tom Reed (R)         | Từ chức ngày 10 tháng 5 năm 2022, để tham gia Tập đoàn Chính sách Ưu tiên. Một cuộc bầu cử đặc biệt đã được tổ chức vào ngày 23 tháng 8 năm 2022. | Joe Sempolinski(R)             | 13 tháng 9 năm 2022       |
| New York 19      | Antonio Delgado (D)  | Từ chức ngày 25 tháng 5 năm 2022, để trở thành Phó Thống đốc New York. Một cuộc bầu cử đặc biệt đã được tổ chức vào ngày 23 tháng 8 năm 2022. | Pat Ryan(D)                    | 13 tháng 9 năm 2022       |
| Indiana 2        | Jackie Walorski (R)  | Mất ngày 3 tháng 8 năm 2022 sau một vụ va chạm xe hơi. Một cuộc bầu cử đặc biệt sẽ được tổ chức vào ngày 8 tháng 11 năm 2022. | TBD                            | TBD                       |
| Florida 13       | Charlie Crist (D)    | Từ chức ngày 31 tháng 8 năm 2022, để tập trung vào cuộc bầu cử Thống đốc bang Florida năm 2022. | Bỏ trống đến hết nhiệm kỳ      | Bỏ trống đến hết nhiệm kỳ |

#### Đại biểu không có quyền biểu quyết

Thành phần Hạ viện hiện tại theo quận
Dân chủ nắm giữ
Cộng hoà nắm giữ
Trống

Các ghế trong Hạ viện bởi đảng chiếm đa số trong tiểu bang và tỷ lệ đa số từ kết quả của cuộc bầu cử năm 2020

## Ủy ban

### Thượng viện
| Ủy ban                                         | Chủ tịch                  | Thành viên xếp hạng         |
| ---------------------------------------------- | ------------------------- | --------------------------- |
| Lão hóa (Đặc biệt)                             | Bob Casey Jr. (D-PA)      | Tim Scott (R-SC)            |
| Nông nghiệp, Dinh dưỡng và Lâm nghiệp          | Debbie Stabenow (D-MI)    | John Boozman (R-AR)         |
| Phân bổ ngân sách                              | Patrick Leahy (D-VT)      | Richard Shelby (R-AL)       |
| Dịch vụ vũ trang                               | Jack Reed (D-RI)          | Jim Inhofe (R-OK)           |
| Ngân hàng, Nhà ở và Đô thị                     | Sherrod Brown (D-OH)      | Pat Toomey (R-PA)           |
| Ngân sách                                      | Bernie Sanders (I-VT)     | Lindsey Graham (R-SC)       |
| Thương mại, Khoa học và Vận tải                | Maria Cantwell (D-WA)     | Roger Wicker (R-MS)         |
| Năng lượng và Tài nguyên thiên nhiên           | Joe Manchin (D-WV)        | John Barrasso (R-WY)        |
| Môi trường và Công trình Công cộng             | Tom Carper (D-DE)         | Shelley Moore Capito (R-WV) |
| Đạo đức (Chọn lọc)                             | Chris Coons (D-DE)        | James Lankford (R-OK)       |
| Tài chính                                      | Ron Wyden (D-OR)          | Mike Crapo (R-ID)           |
| Đối ngoại                                      | Bob Menendez (D-NJ)       | Jim Risch (R-ID)            |
| Y tế, Giáo dục, Lao động và Lương hưu          | Patty Murray (D-WA)       | Richard Burr (R-NC)         |
| An ninh nội địa và các vấn đề chính phủ        | Gary Peters (D-MI)        | Rob Portman (R-OH)          |
| Các vấn đề về Ấn Độ (Chọn lọc thường trực)     | Brian Schatz (D-HI)       | Lisa Murkowski (R-AK)       |
| Tình báo (Chọn lọc)                            | Mark Warner (D-VA)        | Marco Rubio (R-FL)          |
| Kiểm soát ma tuý quốc tế (Họp kín thường trực) | Sheldon Whitehouse (D-RI) | John Cornyn (R-TX)          |
| Tư pháp                                        | Dick Durbin (D-IL)        | Chuck Grassley (R-IA)       |
| Quy tắc và Quản lý                             | Amy Klobuchar (D-MN)      | Roy Blunt (R-MO)            |
| Doanh nghiệp nhỏ và Doanh nhân                 | Ben Cardin (D-MD)         | Rand Paul (R-KY)            |
| Cựu chiến binh                                 | Jon Tester (D-MT)         | Jerry Moran (R-KS)          |

### Hạ viện
| Ủy ban                                                       | Chủ tịch                     | Thành viên xếp hạng           |
| ------------------------------------------------------------ | ---------------------------- | ----------------------------- |
| Nông nghiệp                                                  | David Scott (D-GA)           | Glenn Thompson (R-PA)         |
| Chiếm đoạt                                                   | Rosa DeLauro (D-CT)          | Kay Granger (R-TX)            |
| Các Dịch vụ vũ trang                                         | Adam Smith (D-WA)            | Mike Rogers (R-AL)            |
| Ngân sách                                                    | John Yarmuth (D-KY)          | Jason Smith (R-MO)            |
| Khủng hoảng khí hậu (Lựa chọn)                               | Kathy Castor (D-FL)          | Garret Graves (R-LA)          |
| Chênh lệch kinh tế và công bằng trong tăng trưởng (Lựa chọn) | Jim Himes (D-CT)             | Bryan Steil (R-WI)            |
| Giáo dục và Lao động                                         | Bobby Scott (D-VA)           | Virginia Foxx (R-NC)          |
| Năng lượng và Thương mại                                     | Frank Pallone (D-NJ)         | Cathy McMorris Rodgers (R-WA) |
| Đạo đức                                                      | Ted Deutch (D-FL)            | Michael Guest (R-MS)          |
| Các Dịch vụ tài chính                                        | Vùng nước Maxine (D-CA)      | Patrick McHenry (R-NC)        |
| Đối ngoại                                                    | Gregory Meeks (D-NY)         | Mike McCaul (R-TX)            |
| An ninh Nội địa                                              | Bennie Thompson (D-MS)       | John Katko (R-NY)             |
| Điều hành                                                    | Zoe Lofgren (D-CA)           | Rodney Davis (R-IL)           |
| Tình báo (Lựa chọn thường trực)                              | Adam Schiff (D-CA)           | Devin Nunes (R-CA)            |
| Tư pháp                                                      | Jerry Nadler (D-NY)          | Jim Jordan (R-OH)             |
| Hiện đại hóa Quốc hội (Lựa chọn)                             | Derek Kilmer (D-WA)          | William Timmons (R-SC)        |
| Tài nguyên thiên nhiên                                       | Raúl Grijalva (D-AZ)         | Bruce Westerman (R-AR)        |
| Giám sát và Cải cách                                         | Carolyn Maloney (D-NY)       | Jim Comer (R-KY)              |
| Quy tắc                                                      | Jim McGovern (D-MA)          | Tom Cole (R-OK)               |
| Khoa học, Không gian và Công nghệ                            | Eddie Bernice Johnson (D-TX) | Frank Lucas (R-OK)            |
| Doanh nghiệp nhỏ                                             | Nydia Velázquez (D-NY)       | Blaine Luetkemeyer (R-MO)     |
| Giao thông và Cơ sở hạ tầng                                  | Peter DeFazio (D-HOẶC)       | Sam Graves (R-MO)             |
| Cựu chiến binh                                               | Mark Takano (D-CA)           | Mike Bost (R-IL)              |
| Cách thức và Phương tiện                                     | Richard Neal (D-MA)          | Kevin Brady (R-TX)            |
| Điều tra Cuộc Tấn công ngày 6 tháng 1                        | Bennie Thompson (D-MI)       | Liz Cheney (R-WY)             |

### Liên hợp
| Ủy ban                                       | Chủ tịch                  | Phó Chủ tịch                | Thành viên xếp hạng        | Thành viên xếp hạng phó      |
| -------------------------------------------- | ------------------------- | --------------------------- | -------------------------- | ---------------------------- |
| Kinh tế                                      | HNS. Don Beyer (D-VA)     | TNS. Martin Heinrich (D-NM) | TNS. Mike Lee (R-UT)       | HNS. David Schweikert (R-AZ) |
| Lễ nhậm chức (Đặc biệt) tới 20 tháng 1, 2021 | TNS. Roy Blunt (R-MO)     | HNS. Nancy Pelosi (D-CA)    | HNS. Kevin McCarthy (R-CA) | TNS. Amy Klobuchar (D-MN)    |
| Thư viện                                     | HNS. Zoe Lofgren (D-CA)   | TNS. Amy Klobuchar (D-MN)   | TNS. Roy Blunt (R-MO)      | HNS. Rodney Davis (R-IL)     |
| In ấn                                        | TNS. Amy Klobuchar (D-MN) | HNS. Zoe Lofgren (D-CA)     | HNS. Rodney Davis (R-IL)   | TNS. Roy Blunt (R-MO)        |
| Đánh thuế                                    | HNS. Richard Neal (D-MA)  | TNS. Ron Wyden (D-OR)       | TNS. Mike Crapo (R-ID)     | HNS. Kevin Brady (R-TX)      |
| Trung Quốc                                   | TNS. Jeff Merkley (D-OR)  | HNS. Jim McGovern (D-MA)    | HNS. Chris Smith (R-NJ)    | TNS. Marco Rubio (R-FL)      |
| An ninh và Hợp tác Châu Âu                   | TNS. Ben Cardin (D-MD)    | HNS. Steve Cohen (D-TN)     | HNS. Joe Wilson (R-SC)     | TNS. Roger Wicker (R-MS)     |

## Cán bộ, viên chức

### Thượng viện
- Tuyên úy: Barry Black (Cơ Đốc Phục Lâm)
- Người Phụ trách: Melinda Smith
- Sử gia: Betty Koed
- Thủ thư: Leona I. Faust
- Nghị sĩ hùng biện: Elizabeth MacDonough
- Thư ký:
  - Julie E. Adams cho đến ngày 1 tháng 3 năm 2021
  - Sonceria Berry từ ngày 1 tháng 3 năm 2021
- Sergeant at Arms và Người giữ cửa:
  - Michael C. Stenger, cho đến ngày 7 tháng 1 năm 2021
  - Jennifer Hemingway, từ ngày 7 tháng 1 năm 2021 đến ngày 22 tháng 3 năm 2021 (Quyền) [80]
  - Trung tướng Karen Gibson kể từ ngày 22 tháng 3 năm 2021 [81]
    - Phó Sergeant at Arms và Người giữ cửa: Kelly Fado, kể từ ngày 22 tháng 3 năm 2021

### Hạ viện
- Tuyên úy: Margaret G. Kibben (Trưởng lão)
- Giám đốc hành chính: Catherine Szpindor
- Thư ký: Cheryl L. Johnson
- Sử gia: Matthew Wasniewski
- Nghị sĩ hùng biện: Jason Smith
- Thư ký phát biểu: Joe Novotny (D) và Susan Cole (R)
- Sergeant at Arms:
  - Paul D. Irving, cho đến ngày 7 tháng 1 năm 2021
  - Timothy P. Blodgett, 12 tháng 1 năm 2021 - 26 tháng 3 năm 2021 (Quyền) [82]
  - William J. Walker, từ ngày 26 tháng 4 năm 2021

### Các Cơ quan khác thuộc nhánh Lập pháp
- Kiến trúc sư Điện Capitol: Brett Blanton
- Bác sĩ: Brian P. Monahan
- Tổng Kiểm soát viên Hoa Kỳ: Gene Dodaro [83]
- Giám đốc Văn phòng Ngân sách Quốc hội: Phillip Swagel [84]
- Thủ thư của Quốc hội: Carla Diane Hayden [85]
- Giám đốc Văn phòng Xuất bản của Chính phủ Hoa Kỳ: Trống [86]
- Cố vấn của Văn phòng Luật sư Sửa đổi Luật: Ralph V. Seep [87]
- Cố vấn của Văn phòng Luật sư Lập pháp Hạ viện: Ernest Wade Ballou Jr.[88]
- Kỹ sư phụ trách in ấn của Hoa Kỳ: Hugh N. Halpern